# Deuxième tour des éliminatoires de la zone Asie de la Coupe du monde de football 2018
Cet article donne les résultats du deuxième tour de la zone Asie pour les éliminatoires de la Coupe du monde 2018.

## Format
Au deuxième tour, les six vainqueurs du premier tour sont rejoints par les trente-quatre autres pays classés de la 1re à la 34e place au Classement FIFA de décembre 2014 pour la zone Asie. Ces quarante nations sont séparées en huit groupes de cinq équipes chacun et elles s'affrontent en championnat sur matchs aller/retour. Les huit premiers et les quatre meilleurs deuxièmes se qualifient pour le troisième tour.

## Tirage au sort
Le tirage au sort est effectué le 14 avril 2015.
Les équipes ont été réparties dans cinq groupes déterminés par le Classement FIFA d'avril 2015 entre parenthèses dans le tableau suivant. Lors du tirage, aucune équipe d'un groupe ne peut affronter une autre équipe du même groupe.
| Groupe 1 | Groupe 2 | Groupe 3 | Groupe 4 | Groupe 5 |
| --- | --- | --- | --- | --- |
| 1. Iran (40) 2. Japon (50) 3. Corée du Sud (57) 4. Australie (63) 5. Émirats arabes unis (68) 6. Ouzbékistan (73) 7. Chine (82) 8. Irak (86) | 1. Arabie saoudite (95) 2. Oman (97) 3. Qatar (99) 4. Jordanie (103) 5. Bahreïn (108) 6. Vietnam (125) 7. Syrie (126) 8. Koweït (127) | 1. Afghanistan (135) 2. Philippines (139) 3. Palestine (140) 4. Maldives (141) 5. Thaïlande (142) 6. Tadjikistan (143) 7. Liban (144) 8. Inde (147) | 1. Timor oriental (152) 2. Kirghizistan (153) 3. Corée du Nord (157) 4. Birmanie (158) 5. Turkménistan (159) 6. Indonésie (160) 7. Singapour (162) 8. Bhoutan (163) | 1. Malaisie (164) 2. Hong Kong (167) 3. Bangladesh (168) 4. Yémen (170) 5. Guam (175) 6. Laos (178) 7. Cambodge (179) 8. Taïwan (180) |

## Résultats

### Groupe A
La FIFA sanctionne le Timor oriental pour avoir aligné plusieurs joueurs brésiliens non-éligibles, en falsifiant leurs papiers lors du tour précèdent de qualification. Le Timor oriental se voit imposer cinq défaites sur tapis vert, annulant par conséquent les résultats obtenus sur le terrain lors des cinq premières rencontres du groupe A.
| Rang | Équipe              | Pts | J | G | N | P | Bp | Bc | Diff |  | Résultats (▼ dom., ► ext.) |      |     |     |      |     |
| ---- | ------------------- | --- | - | - | - | - | -- | -- | ---- |  | -------------------------- | ---- | --- | --- | ---- | --- |
| 1    | Arabie saoudite     | 20  | 8 | 6 | 2 | 0 | 28 | 4  | +24  |  | Arabie saoudite            |      | 2-1 | 3-2 | 2-0  | 7-0 |
| 2    | Émirats arabes unis | 17  | 8 | 5 | 2 | 1 | 25 | 4  | +21  |  | Émirats arabes unis        | 1-1  |     | 2-0 | 10-0 | 8-0 |
| 3    | Palestine           | 12  | 8 | 3 | 3 | 2 | 22 | 6  | +16  |  | Palestine                  | 0-0  | 0-0 |     | 6-0  | 7-0 |
| 4    | Malaisie            | 4   | 8 | 1 | 1 | 6 | 3  | 30 | -27  |  | Malaisie                   | 0-3  | 1-2 | 0-6 |      | 3-0 |
| 5    | Timor oriental      | 0   | 8 | 0 | 0 | 8 | 0  | 44 | -44  |  | Timor oriental             | 0-10 | 0-3 | 0-3 | 0-3  |     |

| 1re journée                | Malaisie     | 3 – 0 (tapis vert) | Timor oriental | Stade national Bukit Jalil, Kuala Lumpur       |                                                |
| 11 juin 2015 20h45 (UTC+8) | Sali 34e     |                    | 90+3e Saro     | Spectateurs : 5 000 Arbitrage : Jarred Gillett | Spectateurs : 5 000 Arbitrage : Jarred Gillett |
| 11 juin 2015 20h45 (UTC+8) | Nadher 90+2e | Rapport            | 68e Martins    | Spectateurs : 5 000 Arbitrage : Jarred Gillett | Spectateurs : 5 000 Arbitrage : Jarred Gillett |

|               | Arabie saoudite                      | 3 – 2   | Palestine                    | Stade Prince Mohamed bin Fahd, Dammam                 |                                                       |
| 18h00 (19h00) | Al-Shehri 6e · Al-Sahlawi 47e, 90+3e | (1 - 0) | 51e Tamburrini · 90+2e Jadue | Spectateurs : 4 820 Arbitrage : Abdulrahman Al-Jassim | Spectateurs : 4 820 Arbitrage : Abdulrahman Al-Jassim |
| 18h00 (19h00) |                                      | Rapport | 31e Darwish · 67e Salah      | Spectateurs : 4 820 Arbitrage : Abdulrahman Al-Jassim | Spectateurs : 4 820 Arbitrage : Abdulrahman Al-Jassim |

| 2e journée                 | Timor oriental          | 0 – 3 (tapis vert) | Émirats arabes unis | Stade Shah Alam, Shah Alam ( Malaisie) |                                       |
| 16 juin 2015 16h00 (22h00) |                         |                    | 80e Abdulrahman     | Spectateurs : 200 Arbitrage : Ma Ning  | Spectateurs : 200 Arbitrage : Ma Ning |
| 16 juin 2015 16h00 (22h00) | Rangel 42e · Saro 90+3e | Rapport            |                     | Spectateurs : 200 Arbitrage : Ma Ning  | Spectateurs : 200 Arbitrage : Ma Ning |

|               | Malaisie                          | 0 – 6   | Palestine                                                     | Stade national Bukit Jalil, Kuala Lumpur     |                                              |
| 20h45 (UTC+8) |                                   | (0 - 3) | 9e Al-Batat · 22e 75e Maraaba · 41e 85e Seyam · 63e Abuhammad | Spectateurs : 3 000 Arbitrage : Kim Sang-Woo | Spectateurs : 3 000 Arbitrage : Kim Sang-Woo |
| 20h45 (UTC+8) | Nasir 38e · Safiq 68e · Safee 72e | Rapport | 34e Jadue                                                     | Spectateurs : 3 000 Arbitrage : Kim Sang-Woo | Spectateurs : 3 000 Arbitrage : Kim Sang-Woo |

| 3e journée                     | Émirats arabes unis                                                                | 10 – 0  | Malaisie             | Stade Mohammed-Bin-Zayed, Abu Dhabi                   |                                                       |
| 3 septembre 2015 19h15 (21h15) | Salem 16e · Mabkhout 22e 33e 76e · Khalil 24e 29e 70e 78e · Fardan 25e · Ahmed 37e | (6 - 0) |                      | Spectateurs : 7 822 Arbitrage : Abdulrahman Al-Jassim | Spectateurs : 7 822 Arbitrage : Abdulrahman Al-Jassim |
| 3 septembre 2015 19h15 (21h15) | Salem 13e                                                                          | Rapport | 34e Zubir · 83e Amri | Spectateurs : 7 822 Arbitrage : Abdulrahman Al-Jassim | Spectateurs : 7 822 Arbitrage : Abdulrahman Al-Jassim |

|               | Arabie saoudite                                                                       | 7 – 0 (tapis vert) | Timor oriental | Stade du Roi-Abdullah, Djeddah                   |                                                  |
| 20h40 (21h40) | Al-Shehri 2e · Al-Sahlawi 23e (pen.) · Al-Faraj 30e · Al-Jassim 32e · Al-Muwallad 73e | (5 - 0)            |                | Spectateurs : 11 000 Arbitrage : Timur Faizullin | Spectateurs : 11 000 Arbitrage : Timur Faizullin |
| 20h40 (21h40) |                                                                                       | Rapport            | 22e Sebas      | Spectateurs : 11 000 Arbitrage : Timur Faizullin | Spectateurs : 11 000 Arbitrage : Timur Faizullin |

| 4e journée                                 | Malaisie  | 0 - 3 (tapis vert) | Arabie saoudite                | Stade Shah Alam, Shah Alam                   |                                              |
| 8 septembre 2015 Non terminé 20h40 (21h40) | Safiq 70e | (0 - 0)            | 73e Al-Jassim · 76e Al-Sahlawi | Spectateurs : 7 000 Arbitrage : Liu Kwok Man | Spectateurs : 7 000 Arbitrage : Liu Kwok Man |
| 8 septembre 2015 Non terminé 20h40 (21h40) | Safiq 61e | Rapport            |                                | Spectateurs : 7 000 Arbitrage : Liu Kwok Man | Spectateurs : 7 000 Arbitrage : Liu Kwok Man |

|               | Palestine                   | 0 - 0   | Émirats arabes unis | Stade Faisal Al-Husseini International, Al-Ram |                                               |
| 17h00 (18h00) |                             | (0 - 0) |                     | Spectateurs : 15 000 Arbitrage : Ali Al-Qaysi  | Spectateurs : 15 000 Arbitrage : Ali Al-Qaysi |
| 17h00 (18h00) | Darwish 28e · Ihbeisheh 43e | Rapport | 69e Abdulrahman     | Spectateurs : 15 000 Arbitrage : Ali Al-Qaysi  | Spectateurs : 15 000 Arbitrage : Ali Al-Qaysi |

| 5e journée                   | Timor oriental                              | 0 – 3 (tapis vert) | Palestine        | Stade National de Dili, Dili                 |                                              |
| 8 octobre 2015 16h00 (23h00) | Saro 54e                                    |                    | 90+2e Abu Nahyeh | Spectateurs : 2 000 Arbitrage : Kim Dong-jin | Spectateurs : 2 000 Arbitrage : Kim Dong-jin |
| 8 octobre 2015 16h00 (23h00) | Silva 56e · Aparecido 82e · A. Oliveira 90e | Rapport            | 71e Jadue        | Spectateurs : 2 000 Arbitrage : Kim Dong-jin | Spectateurs : 2 000 Arbitrage : Kim Dong-jin |

|               | Arabie saoudite           | 2 - 1   | Émirats arabes unis                           | Stade du Roi-Abdullah, Djeddah                                      |                                                                     |
| 20h00 (21h00) | Al-Sahlawi 45e 90e (pen.) | (1 - 1) | 18e Khalil                                    | Spectateurs : 32 482 Arbitrage : Muhammad Taqi Aljaafari Bin Jahari | Spectateurs : 32 482 Arbitrage : Muhammad Taqi Aljaafari Bin Jahari |
| 20h00 (21h00) | Al-Sahlawi 45+1e          | Rapport | 25e Al Hammadi · 43e Husain · 89e Abdulrahman | Spectateurs : 32 482 Arbitrage : Muhammad Taqi Aljaafari Bin Jahari | Spectateurs : 32 482 Arbitrage : Muhammad Taqi Aljaafari Bin Jahari |

| 6e journée                    | Timor oriental                               | 0 – 3 (tapis vert) | Malaisie | Stade National de Dili, Dili                |                                             |
| 13 octobre 2015 16h00 (23h00) |                                              |                    | 10e Amri | Spectateurs : 2 500 Arbitrage : Kim Hee-gon | Spectateurs : 2 500 Arbitrage : Kim Hee-gon |
| 13 octobre 2015 16h00 (23h00) | Magno 8e · A. Oliveira 15e · F. Oliveira 74e | Rapport            |          | Spectateurs : 2 500 Arbitrage : Kim Hee-gon | Spectateurs : 2 500 Arbitrage : Kim Hee-gon |

| 9 novembre 2015 | Palestine | 0 - 0   | Arabie saoudite | Stade international d'Amman, Amman ( Jordanie)   |                                                  |
| 16h00 (16h00)   |           | (0 - 0) |                 | Spectateurs : 10 000 Arbitrage : Adham Makhadmeh | Spectateurs : 10 000 Arbitrage : Adham Makhadmeh |
| 16h00 (16h00)   | Rapport   |         |                 | Spectateurs : 10 000 Arbitrage : Adham Makhadmeh | Spectateurs : 10 000 Arbitrage : Adham Makhadmeh |

| 7e journée                     | Palestine                                                           | 6 - 0   | Malaisie | Stade international d'Amman, Amman ( Jordanie) |                                              |
| 12 novembre 2015 16h00 (16h00) | Zorrilla 37e · Abu Nahyeh 38e 45e 58e · Seyam 88e · Ihbeisheh 90+1e | (3 - 0) |          | Spectateurs : 9 772 Arbitrage : Ahmed Al-Kaf   | Spectateurs : 9 772 Arbitrage : Ahmed Al-Kaf |
| 12 novembre 2015 16h00 (16h00) |                                                                     | Rapport | 42e Amri | Spectateurs : 9 772 Arbitrage : Ahmed Al-Kaf   | Spectateurs : 9 772 Arbitrage : Ahmed Al-Kaf |

|               | Émirats arabes unis                                                          | 8 - 0   | Timor oriental | Stade Mohammed-Bin-Zayed, Abu Dhabi          |                                              |
| 18h15 (20h15) | Mabkhout 15e 19e · Khalil 43e 53e (pen.) 56e 57e · Mousa 54e · Al Hashmi 87e | (0 - 0) |                | Spectateurs : 7 870 Arbitrage : Mohsen Torky | Spectateurs : 7 870 Arbitrage : Mohsen Torky |
| 18h15 (20h15) | Hassan 40e                                                                   | Rapport |                | Spectateurs : 7 870 Arbitrage : Mohsen Torky | Spectateurs : 7 870 Arbitrage : Mohsen Torky |

| 8e journée                     | Timor oriental       | 0 - 10  | Arabie saoudite | Stade National de Dili, Dili                  |                                               |
| 17 novembre 2015 16h00 (23h00) |                      | (0 - 4) | 29e (pen.) 42e 55e (pen.) 70e 89e Al-Sahlawi · 34e Hawsawi · 35e Al-Shehri · 85e Al-Jassim · 90e Hazazi · 90+2e Al-Muwallad | Spectateurs : 2 000 Arbitrage : Alan Milliner | Spectateurs : 2 000 Arbitrage : Alan Milliner |
| 17 novembre 2015 16h00 (23h00) | A. Oliveira 84e, 88e | Rapport | | Spectateurs : 2 000 Arbitrage : Alan Milliner | Spectateurs : 2 000 Arbitrage : Alan Milliner |

|               | Malaisie       | 1 - 2   | Émirats arabes unis          | Stade Shah Alam, Shah Alam                 |                                            |
| 20h45 (UTC+8) | Baddrol 59e    | (0 - 1) | 22e Abdulrahman · 52e Khalil | Spectateurs : 100 Arbitrage : Masaaki Toma | Spectateurs : 100 Arbitrage : Masaaki Toma |
| 20h45 (UTC+8) | Azammuddin 19e | Rapport | 45+1e Abdualla · 58e Fayez   | Spectateurs : 100 Arbitrage : Masaaki Toma | Spectateurs : 100 Arbitrage : Masaaki Toma |

| 9e journée                 | Arabie saoudite                | 2 - 0   | Malaisie  | Stade du Roi-Abdullah, Djeddah               |                                              |
| 24 mars 2016 20h00 (21h00) | Al-Sahlawi 50e · Al-Jassim 74e | (0 - 0) |           | Spectateurs : 3 839 Arbitrage : Kim Dong-jin | Spectateurs : 3 839 Arbitrage : Kim Dong-jin |
| 24 mars 2016 20h00 (21h00) |                                | Rapport | 37e Fahmi | Spectateurs : 3 839 Arbitrage : Kim Dong-jin | Spectateurs : 3 839 Arbitrage : Kim Dong-jin |

|               | Émirats arabes unis                          | 2 - 0   | Palestine                                                                      | Stade Mohammed-Bin-Zayed, Abu Dhabi           |                                               |
| 19h00 (21h00) | Al Hammadi 33e · Khalil 60e (pen.)           | (1 - 0) |                                                                                | Spectateurs : 15 822 Arbitrage : Ben Williams | Spectateurs : 15 822 Arbitrage : Ben Williams |
| 19h00 (21h00) | Al Hammadi 35e · Hassan 74e · Abdualla 90+1e | Rapport | 5e Norambuena · 18e, 68e Darwish · 61e Seyam · 66e Al Bahdari · 72e Tamburrini | Spectateurs : 15 822 Arbitrage : Ben Williams | Spectateurs : 15 822 Arbitrage : Ben Williams |

| 10e journée                | Palestine                                                                  | 7 - 0   | Timor oriental | Stade international de Dora, Hébron                    |                                                        |
| 29 mars 2016 17h00 (18h00) | Ihbeisheh 2e · Cantillana 18e 66e · Pinto 32e 39e · Awad 77e · Bahdari 90e | (4 - 0) |                | Spectateurs : 6 000 Arbitrage : Hettikamkanamge Perera | Spectateurs : 6 000 Arbitrage : Hettikamkanamge Perera |
| 29 mars 2016 17h00 (18h00) |                                                                            | Rapport | 6e F. Oliveira | Spectateurs : 6 000 Arbitrage : Hettikamkanamge Perera | Spectateurs : 6 000 Arbitrage : Hettikamkanamge Perera |

|               | Émirats arabes unis | 1 - 1   | Arabie saoudite | Stade Mohammed-Bin-Zayed, Abu Dhabi              |                                                  |
| 19h00 (21h00) | Abdulrahman 52e     | (0 - 1) | 24e Al-Jassim   | Spectateurs : 32 325 Arbitrage : Nawaf Shukralla | Spectateurs : 32 325 Arbitrage : Nawaf Shukralla |
| 19h00 (21h00) | Esmail 19e          | Rapport | 37e Al-Khaibri  | Spectateurs : 32 325 Arbitrage : Nawaf Shukralla | Spectateurs : 32 325 Arbitrage : Nawaf Shukralla |

### Groupe B
| Rang | Équipe       | Pts | J | G | N | P | Bp | Bc | Diff |  | Résultats (▼ dom., ► ext.) |     |     |     |     |     |
| ---- | ------------ | --- | - | - | - | - | -- | -- | ---- |  | -------------------------- | --- | --- | --- | --- | --- |
| 1    | Australie    | 21  | 8 | 7 | 0 | 1 | 29 | 4  | +25  |  | Australie                  |     | 5-1 | 3-0 | 7-0 | 5-0 |
| 2    | Jordanie     | 16  | 8 | 5 | 1 | 2 | 21 | 7  | +14  |  | Jordanie                   | 2-0 |     | 0-0 | 3-0 | 8-0 |
| 3    | Kirghizistan | 14  | 8 | 4 | 2 | 2 | 10 | 8  | +2   |  | Kirghizistan               | 1-2 | 1-0 |     | 2-2 | 2-0 |
| 4    | Tadjikistan  | 5   | 8 | 1 | 2 | 5 | 9  | 20 | -11  |  | Tadjikistan                | 0-3 | 1-3 | 0-1 |     | 5-0 |
| 5    | Bangladesh   | 1   | 8 | 0 | 1 | 7 | 2  | 32 | -30  |  | Bangladesh                 | 0-4 | 0-4 | 1-3 | 1-1 |     |

| 1re journée                | Bangladesh              | 1 - 3   | Kirghizistan                               | Bangabandhu National Stadium, Dacca            |                                                |
| 11 juin 2015 17h00 (21h00) | Kichin 32e (csc)        | (1 - 3) | 9e 41e Zemlianukhin · 29e (pen.) Bernhardt | Spectateurs : 10 000 Arbitrage : Sukhbir Singh | Spectateurs : 10 000 Arbitrage : Sukhbir Singh |
| 11 juin 2015 17h00 (21h00) | Barman 74e · Bhuyan 77e | Rapport | 67e Kashuba · 76e Kichin                   | Spectateurs : 10 000 Arbitrage : Sukhbir Singh | Spectateurs : 10 000 Arbitrage : Sukhbir Singh |

|               | Tadjikistan                   | 1 - 3   | Jordanie                   | Stade Pamir, Douchanbé                        |                                               |
| 20H00 (23h00) | Dzhalilov 66e                 | (0 - 1) | 29e 63e 88e Abdel Fattah   | Spectateurs : 19 000 Arbitrage : Mohsen Torky | Spectateurs : 19 000 Arbitrage : Mohsen Torky |
| 20H00 (23h00) | Davronov 78e · Ergashev 90+1e | Rapport | 80e Abu Amara · 81e Zahran | Spectateurs : 19 000 Arbitrage : Mohsen Torky | Spectateurs : 19 000 Arbitrage : Mohsen Torky |

| 2e journée                 | Bangladesh | 1 - 1   | Tadjikistan                   | Bangabandhu National Stadium, Dacca         |                                             |
| 16 juin 2015 17h00 (21h00) | Hasan 50e  | (0 - 0) | 88e Fatkhuloev                | Spectateurs : 12 000 Arbitrage : Lee Min-hu | Spectateurs : 12 000 Arbitrage : Lee Min-hu |
| 16 juin 2015 17h00 (21h00) | Mamun 87e  | Rapport | 15e Vasiev · 57e, 68e Asrorov | Spectateurs : 12 000 Arbitrage : Lee Min-hu | Spectateurs : 12 000 Arbitrage : Lee Min-hu |

|               | Kirghizistan                | 1 - 2   | Australie            | Spartak Stadium, Bichkek                         |                                                  |
| 20h00 (UTC+6) | Mirzaliev 90+2e             | (0 - 1) | 2e Jedinak · 68e Oar | Spectateurs : 18 000 Arbitrage : Khamis Al-Marri | Spectateurs : 18 000 Arbitrage : Khamis Al-Marri |
| 20h00 (UTC+6) | Tagoe 32e · Duyshobekov 57e | Rapport | 84e Wilkinson        | Spectateurs : 18 000 Arbitrage : Khamis Al-Marri | Spectateurs : 18 000 Arbitrage : Khamis Al-Marri |

| 3e journée                     | Australie                                       | 5 - 0   | Bangladesh | Perth Oval, Perth                            |                                              |
| 3 septembre 2015 19h00 (UTC+8) | Leckie 6e · Rogić 8e 20e · Burns 29e · Mooy 61e | (4 - 0) |            | Spectateurs : 19 495 Arbitrage : Võ Minh Trí | Spectateurs : 19 495 Arbitrage : Võ Minh Trí |
| 3 septembre 2015 19h00 (UTC+8) | Rapport                                         |         |            | Spectateurs : 19 495 Arbitrage : Võ Minh Trí | Spectateurs : 19 495 Arbitrage : Võ Minh Trí |

|               | Jordanie     | 0 - 0   | Kirghizistan | Stade international d'Amman, Amman                       |                                                          |
| 19h00 (20h00) |              | (0 - 0) |              | Spectateurs : 5 012 Arbitrage : Mohd Amirul Izwan Yaacob | Spectateurs : 5 012 Arbitrage : Mohd Amirul Izwan Yaacob |
| 19h00 (20h00) | Yassen 90+1e | Rapport | 55e Kichin   | Spectateurs : 5 012 Arbitrage : Mohd Amirul Izwan Yaacob | Spectateurs : 5 012 Arbitrage : Mohd Amirul Izwan Yaacob |

| 4e journée                     | Bangladesh           | 0 - 4   | Jordanie                                             | Bangabandhu National Stadium, Dacca           |                                               |
| 8 septembre 2015 17h00 (21h00) |                      | (0 - 2) | 13e (pen.) 56e Deeb · 33e Abu Amarah · 58e Al-Bakhit | Spectateurs : 12 000 Arbitrage : Yu Ming-hsun | Spectateurs : 12 000 Arbitrage : Yu Ming-hsun |
| 8 septembre 2015 17h00 (21h00) | Meshu 12e · Khan 80e | Rapport | 24e Yassen                                           | Spectateurs : 12 000 Arbitrage : Yu Ming-hsun | Spectateurs : 12 000 Arbitrage : Yu Ming-hsun |

|               | Tadjikistan | 0 - 3   | Australie                       | Stade Pamir, Douchanbé                             |                                                    |
| 18h00 (21h00) |             | (0 - 0) | 57e Milligan · 73e 90+1e Cahill | Spectateurs : 19 000 Arbitrage : Jameel Abdulhusin | Spectateurs : 19 000 Arbitrage : Jameel Abdulhusin |
| 18h00 (21h00) |             | Rapport | 59e Milligan · 65e Leckie       | Spectateurs : 19 000 Arbitrage : Jameel Abdulhusin | Spectateurs : 19 000 Arbitrage : Jameel Abdulhusin |

| 5e journée                   | Kirghizistan                               | 2 - 2   | Tadjikistan                        | Spartak Stadium, Bichkek                           |                                                    |
| 8 octobre 2015 20h00 (UTC+6) | Duyshobekov 7e · Zemlianukhin 90+4e (pen.) | (1 - 0) | 65e Dzhalilov · 71e (pen.) Nazarov | Spectateurs : 17 600 Arbitrage : Mooud Bonyadifard | Spectateurs : 17 600 Arbitrage : Mooud Bonyadifard |
| 8 octobre 2015 20h00 (UTC+6) | Duyshobekov 90+2e                          | Rapport | 87e Vasiev                         | Spectateurs : 17 600 Arbitrage : Mooud Bonyadifard | Spectateurs : 17 600 Arbitrage : Mooud Bonyadifard |

|               | Jordanie                                 | 2 - 0   | Australie      | Stade international d'Amman, Amman            |                                               |
| 17h00 (18h00) | Abdel Fattah 47e (pen.) · Al-Dardour 84e | (0 - 0) |                | Spectateurs : 11 462 Arbitrage : Masaaki Toma | Spectateurs : 11 462 Arbitrage : Masaaki Toma |
| 17h00 (18h00) |                                          | Rapport | 46e Špiranović | Spectateurs : 11 462 Arbitrage : Masaaki Toma | Spectateurs : 11 462 Arbitrage : Masaaki Toma |

| 6e journée                    | Kirghizistan         | 2 - 0   | Bangladesh                                            | Spartak Stadium, Bichkek                           |                                                    |
| 13 octobre 2015 20h00 (UTC+6) | Lux 27e · Amirov 89e | (1 - 0) |                                                       | Spectateurs : 12 001 Arbitrage : Jameel Abdulhusin | Spectateurs : 12 001 Arbitrage : Jameel Abdulhusin |
| 13 octobre 2015 20h00 (UTC+6) | Amirov 71e           | Rapport | 16e Khan · 61e Biswas · 80e Razaul Karim · 87e Barman | Spectateurs : 12 001 Arbitrage : Jameel Abdulhusin | Spectateurs : 12 001 Arbitrage : Jameel Abdulhusin |

|               | Jordanie                                | 3 - 0   | Tadjikistan                    | Stade international d'Amman, Amman                  |                                                     |
| 19h00 (20h00) | Al-Dardour 65e 90+4e · Abdel Fattah 67e | (0 - 0) |                                | Spectateurs : 15 000 Arbitrage : Abdullah Al Hilali | Spectateurs : 15 000 Arbitrage : Abdullah Al Hilali |
| 19h00 (20h00) | Al-Dumeiri 66e                          | Rapport | 11e Tukhtasunov · 20e Ergashev | Spectateurs : 15 000 Arbitrage : Abdullah Al Hilali | Spectateurs : 15 000 Arbitrage : Abdullah Al Hilali |

| 7e journée                      | Australie                                          | 3 - 0   | Kirghizistan             | Canberra Stadium, Canberra                    |                                               |
| 12 novembre 2015 20h00 (UTC+11) | Jedinak 40e (pen.) · Cahill 50e · Amirov 69e (csc) | (1 - 0) |                          | Spectateurs : 19 412 Arbitrage : Kim Sang-woo | Spectateurs : 19 412 Arbitrage : Kim Sang-woo |
| 12 novembre 2015 20h00 (UTC+11) | Cahill 90e                                         | Rapport | 22e Shamshiev · 56e Uulu | Spectateurs : 19 412 Arbitrage : Kim Sang-woo | Spectateurs : 19 412 Arbitrage : Kim Sang-woo |

|               | Tadjikistan                                       | 5 - 0   | Bangladesh | Stade Pamir, Douchanbé                                   |                                                          |
| 17h00 (20h00) | M. Dzhalilov 16e 26e 59e 74e · Nazarov 51e (pen.) | (2 - 0) |            | Spectateurs : 5 500 Arbitrage : Ali Sabah Adday Al-Qaysi | Spectateurs : 5 500 Arbitrage : Ali Sabah Adday Al-Qaysi |
| 17h00 (20h00) | Umarbaev 28e · D. Dzhalilov 71e                   | Rapport | 49e Nazir  | Spectateurs : 5 500 Arbitrage : Ali Sabah Adday Al-Qaysi | Spectateurs : 5 500 Arbitrage : Ali Sabah Adday Al-Qaysi |

| 8e journée                     | Bangladesh             | 0 - 4   | Australie                       | Bangabandhu National Stadium, Dacca      |                                          |
| 17 novembre 2015 17h30 (21h30) |                        | (0 - 4) | 6e 32e 37e Cahill · 43e Jedinak | Spectateurs : 19 730 Arbitrage : Wang Di | Spectateurs : 19 730 Arbitrage : Wang Di |
| 17 novembre 2015 17h30 (21h30) | Biswas 40e · Komol 42e | Rapport |                                 | Spectateurs : 19 730 Arbitrage : Wang Di | Spectateurs : 19 730 Arbitrage : Wang Di |

|               | Kirghizistan             | 1 - 0   | Jordanie                                          | Spartak Stadium, Bichkek                            |                                                     |
| 20h00 (UTC+6) | Zemlianukhin 48e         | (0 - 0) |                                                   | Spectateurs : 14 000 Arbitrage : Çarymyrat Kurbanow | Spectateurs : 14 000 Arbitrage : Çarymyrat Kurbanow |
| 20h00 (UTC+6) | Maier 62e · Kozubaev 75e | Rapport | 2e Deeb Salim · 60e Abdulrahman · 90e Al-Zawahreh | Spectateurs : 14 000 Arbitrage : Çarymyrat Kurbanow | Spectateurs : 14 000 Arbitrage : Çarymyrat Kurbanow |

| 9e journée                 | Jordanie | 8 - 0   | Bangladesh                                 | Stade international d'Amman, Amman                                 |                                                                    |
| 24 mars 2016 14h30 (14h30) | Al-Dardour 7e 23e 40e · Deeb 29e (pen.) · Al-Rawashdeh 32e · Faisal 63e · Al-Naber 82e · Samir 90+2e (pen.) | (5 - 0) |                                            | Spectateurs : 6 000 Arbitrage : Muhammad Taqi Aljaafari Bin Jahari | Spectateurs : 6 000 Arbitrage : Muhammad Taqi Aljaafari Bin Jahari |
| 24 mars 2016 14h30 (14h30) | | Rapport | 28e Razaul Karim · 71e Meshu · 90+3e Ahmed | Spectateurs : 6 000 Arbitrage : Muhammad Taqi Aljaafari Bin Jahari | Spectateurs : 6 000 Arbitrage : Muhammad Taqi Aljaafari Bin Jahari |

|                   | Australie                                                                            | 7 - 0   | Tadjikistan                                                | Adelaide Oval, Adelaïde                         |                                                 |
| 19h30 (UTC+10:30) | Luongo 3e · Jedinak 13e (pen.) · Milligan 57e (pen.) · Burns 67e 87e · Rogic 70e 72e | (2 - 0) |                                                            | Spectateurs : 35 439 Arbitrage : Fahad Al-Marri | Spectateurs : 35 439 Arbitrage : Fahad Al-Marri |
| 19h30 (UTC+10:30) | Sainsbury 81e                                                                        | Rapport | 10e Tuychiev · 27e Tukhtasunov · 56e Ergashev · 83e Saidov | Spectateurs : 35 439 Arbitrage : Fahad Al-Marri | Spectateurs : 35 439 Arbitrage : Fahad Al-Marri |

| 10e journée                | Tadjikistan  | 0 - 1   | Kirghizistan              | Stade Pamir, Douchanbé                      |                                             |
| 29 mars 2016 18H00 (21h00) |              | (0 - 1) | 18e Lux                   | Spectateurs : 7 500 Arbitrage : Aziz Asimov | Spectateurs : 7 500 Arbitrage : Aziz Asimov |
| 29 mars 2016 18H00 (21h00) | Ergashev 78e | Rapport | 55e Tagoe · 90+3e Matiash | Spectateurs : 7 500 Arbitrage : Aziz Asimov | Spectateurs : 7 500 Arbitrage : Aziz Asimov |

|                | Australie                                          | 5 – 1   | Jordanie                      | Sydney Football Stadium, Sydney                 |                                                 |
| 20h00 (UTC+11) | Cahill 24e 44e · Mooy 39e · Rogic 53e · Luongo 69e | (3 - 0) | Deeb 90e                      | Spectateurs : 24 975 Arbitrage : Kim Jong-hyeok | Spectateurs : 24 975 Arbitrage : Kim Jong-hyeok |
| 20h00 (UTC+11) | Wright 80e · Rogić 89e                             | Rapport | 65e Al-Rawashdeh · 76e Faisal | Spectateurs : 24 975 Arbitrage : Kim Jong-hyeok | Spectateurs : 24 975 Arbitrage : Kim Jong-hyeok |

### Groupe C
| Rang | Équipe    | Pts | J | G | N | P | Bp | Bc | Diff |  | Résultats (▼ dom., ► ext.) |     |     |     |     |      |
| ---- | --------- | --- | - | - | - | - | -- | -- | ---- |  | -------------------------- | --- | --- | --- | --- | ---- |
| 1    | Qatar     | 21  | 8 | 7 | 0 | 1 | 29 | 4  | +25  |  | Qatar                      |     | 1-0 | 2-0 | 4-0 | 15-0 |
| 2    | Chine     | 17  | 8 | 5 | 2 | 1 | 27 | 1  | +26  |  | Chine                      | 2-0 |     | 0-0 | 4-0 | 12-0 |
| 3    | Hong Kong | 14  | 8 | 4 | 2 | 2 | 13 | 5  | +8   |  | Hong Kong                  | 2-3 | 0-0 |     | 2-0 | 7-0  |
| 4    | Maldives  | 6   | 8 | 2 | 0 | 6 | 8  | 20 | -12  |  | Maldives                   | 0-1 | 0-3 | 0-1 |     | 4-2  |
| 5    | Bhoutan   | 0   | 8 | 0 | 0 | 8 | 5  | 52 | -47  |  | Bhoutan                    | 0-3 | 0-6 | 0-1 | 3-4 |      |

| 1re journée                | Hong Kong                                                                                              | 7 - 0   | Bhoutan   | Stade de Mong Kok, Hong Kong                       |                                                    |
| 11 juin 2015 20h00 (UTC+8) | McKee 19e 57e · Christian 23e · Lo Kwan Yee 30e · Ju Yingzhi 42e · Lam Ka Wai 49e (pen.) · Godfred 67e | (4 - 0) |           | Spectateurs : 6 326 Arbitrage : Çarymyrat Kurbanow | Spectateurs : 6 326 Arbitrage : Çarymyrat Kurbanow |
| 11 juin 2015 20h00 (UTC+8) | | Rapport | 7e Kilama | Spectateurs : 6 326 Arbitrage : Çarymyrat Kurbanow | Spectateurs : 6 326 Arbitrage : Çarymyrat Kurbanow |

|               | Maldives                                | 0 - 1   | Qatar         | Stade national Rasmee-Dhandu, Malé             |                                                |
| 21h00 (23h00) |                                         | (0 - 0) | 90+9e Maqsoud | Spectateurs : 9 000 Arbitrage : Yudai Yamamoto | Spectateurs : 9 000 Arbitrage : Yudai Yamamoto |
| 21h00 (23h00) | Rasheed 45+2e · Mohamed 76e · Ali 90+5e | Rapport |               | Spectateurs : 9 000 Arbitrage : Yudai Yamamoto | Spectateurs : 9 000 Arbitrage : Yudai Yamamoto |

| 2e journée                 | Bhoutan   | 0 - 6   | Chine                                                 | Stade Changlimithang, Thimphou                   |                                                  |
| 16 juin 2015 18h00 (22h00) |           | (0 - 1) | 45+2e 60e 76e Yang Xu · 55e Wu Lei · 67e 83e Yu Dabao | Spectateurs : 10 000 Arbitrage : Rowan Arumughan | Spectateurs : 10 000 Arbitrage : Rowan Arumughan |
| 16 juin 2015 18h00 (22h00) | Gurung 9e | Rapport |                                                       | Spectateurs : 10 000 Arbitrage : Rowan Arumughan | Spectateurs : 10 000 Arbitrage : Rowan Arumughan |

|               | Hong Kong                       | 2 - 0   | Maldives | Stade de Mong Kok, Hong Kong                    |                                                 |
| 20h00 (UTC+8) | Xu Deshuai 63e · Lam Ka Wai 67e | (0 - 0) |          | Spectateurs : 6 370 Arbitrage : Adham Makhadmeh | Spectateurs : 6 370 Arbitrage : Adham Makhadmeh |
| 20h00 (UTC+8) | Festus 85e                      | Rapport | 66e Ali  | Spectateurs : 6 370 Arbitrage : Adham Makhadmeh | Spectateurs : 6 370 Arbitrage : Adham Makhadmeh |

| 3e journée                     | Chine | 0 - 0   | Hong Kong                       | Bao'an Stadium, Shenzhen                          |                                                   |
| 3 septembre 2015 19h35 (UTC+8) |       | (0 - 0) |                                 | Spectateurs : 26 173 Arbitrage : Strebre Delovski | Spectateurs : 26 173 Arbitrage : Strebre Delovski |
| 3 septembre 2015 19h35 (UTC+8) |       | Rapport | 58e Yapp Hung Fai · 79e Godfred | Spectateurs : 26 173 Arbitrage : Strebre Delovski | Spectateurs : 26 173 Arbitrage : Strebre Delovski |

|               | Qatar | 15 - 0  | Bhoutan | Stade Jassim Bin Hamad, Doha                      |                                                   |
| 19h00 (20h00) | Musa 8e 28e · Kasola 18e · Assadalla 21e 45e 63e · Al Haidos 25e 87e · Muntari 37e 41e 48e · Afif 57e · Khoukhi 62e 70e · Mohammad 75e | (8 - 0) |         | Spectateurs : 2 022 Arbitrage : Mohammad Abu Loum | Spectateurs : 2 022 Arbitrage : Mohammad Abu Loum |
| 19h00 (20h00) | Mohd 44e | Rapport |         | Spectateurs : 2 022 Arbitrage : Mohammad Abu Loum | Spectateurs : 2 022 Arbitrage : Mohammad Abu Loum |

| 4e journée                     | Maldives               | 0 - 3   | Chine                               | Stade de Shenyang, Shenyang ( Chine)           |                                                |
| 8 septembre 2015 19h35 (UTC+8) |                        | (0 - 1) | 8e 57e Yu Dabao · 66e Zhang Linpeng | Spectateurs : 28 036 Arbitrage : Sukhbir Singh | Spectateurs : 28 036 Arbitrage : Sukhbir Singh |
| 8 septembre 2015 19h35 (UTC+8) | Arif 27e · Mohamed 31e | Rapport | 62e Mei Fang                        | Spectateurs : 28 036 Arbitrage : Sukhbir Singh | Spectateurs : 28 036 Arbitrage : Sukhbir Singh |

|               | Hong Kong                                     | 2 - 3   | Qatar                               | Stade de Mong Kok, Hong Kong                 |                                              |
| 20h00 (UTC+8) | Bai He 87e · Godfred 89e                      | (0 - 1) | 22e Boudiaf · 62e Hassan · 84e Musa | Spectateurs : 6 396 Arbitrage : Kim Sang-woo | Spectateurs : 6 396 Arbitrage : Kim Sang-woo |
| 20h00 (UTC+8) | Chan Siu Ki 13e · Huang Yang 39e · Festus 69e | Rapport | 80e Yasser                          | Spectateurs : 6 396 Arbitrage : Kim Sang-woo | Spectateurs : 6 396 Arbitrage : Kim Sang-woo |

| 5e journée                   | Bhoutan                                  | 3 - 4   | Maldives                               | Stade Changlimithang, Thimphou                     |                                                    |
| 8 octobre 2015 18h00 (22h00) | Dorji 85e · Gyeltshen 88e · Basnet 90+1e | (0 - 3) | 11e Nashid · 23e 33e 57e (pen.) Ashfaq | Spectateurs : 7 000 Arbitrage : Tayeb Shamsuzzaman | Spectateurs : 7 000 Arbitrage : Tayeb Shamsuzzaman |
| 8 octobre 2015 18h00 (22h00) |                                          | Rapport | 2e Ashfaq · 70e Arif                   | Spectateurs : 7 000 Arbitrage : Tayeb Shamsuzzaman | Spectateurs : 7 000 Arbitrage : Tayeb Shamsuzzaman |

|               | Qatar                                  | 1 - 0   | Chine        | Stade Jassim Bin Hamad, Doha                 |                                              |
| 18h30 (19h30) | Boudiaf 22e                            | (1 - 0) |              | Spectateurs : 7 730 Arbitrage : Ko Hyung-jin | Spectateurs : 7 730 Arbitrage : Ko Hyung-jin |
| 18h30 (19h30) | Assadalla 27e · Khalid 45e · Soria 46e | Rapport | 62e Ren Hang | Spectateurs : 7 730 Arbitrage : Ko Hyung-jin | Spectateurs : 7 730 Arbitrage : Ko Hyung-jin |

| 6e journée                    | Bhoutan                | 0 - 1   | Hong Kong       | Stade Changlimithang, Thimphou              |                                             |
| 13 octobre 2015 18h00 (22h00) |                        | (0 - 0) | 89e Chan Siu Ki | Spectateurs : 7 280 Arbitrage : Aziz Asimov | Spectateurs : 7 280 Arbitrage : Aziz Asimov |
| 13 octobre 2015 18h00 (22h00) | Dorji 37e · Gurung 86e | Rapport |                 | Spectateurs : 7 280 Arbitrage : Aziz Asimov | Spectateurs : 7 280 Arbitrage : Aziz Asimov |

|               | Qatar                                     | 4 - 0   | Maldives             | Stade Jassim Bin Hamad, Doha                 |                                              |
| 18h30 (19h30) | Khoukhi 28e 70e · Kasola 69e · Musa 90+2e | (1 - 0) |                      | Spectateurs : 4 006 Arbitrage : Ahmed Al-Kaf | Spectateurs : 4 006 Arbitrage : Ahmed Al-Kaf |
| 18h30 (19h30) | Kasola 9e                                 | Rapport | 26e Ali · 79e Ghanee | Spectateurs : 4 006 Arbitrage : Ahmed Al-Kaf | Spectateurs : 4 006 Arbitrage : Ahmed Al-Kaf |

| 7e journée                     | Maldives  | 0 - 1   | Hong Kong                   | Stade national Rasmee-Dhandu, Malé               |                                                  |
| 12 novembre 2015 15h50 (18h50) |           | (0 - 1) | 13e (pen.) Paulinho         | Spectateurs : 6 000 Arbitrage : Ammar Al-Jeneibi | Spectateurs : 6 000 Arbitrage : Ammar Al-Jeneibi |
| 12 novembre 2015 15h50 (18h50) | Imran 12e | Rapport | 49e Festus · 65e Lam Ka Wai | Spectateurs : 6 000 Arbitrage : Ammar Al-Jeneibi | Spectateurs : 6 000 Arbitrage : Ammar Al-Jeneibi |

|               | Chine | 12 - 0  | Bhoutan | Helong Stadium, Changsha                        |                                                 |
| 19h35 (UTC+8) | Mei Fang 10e · Yang Xu 13e 21e (pen.) 37e 52e · Yu Dabao 16e 39e · Yu Hanchao 34e 72e · Wang Yongpo 66e 81e · Zhang Xizhe 88e | (7 - 0) |         | Spectateurs : 27 358 Arbitrage : Marai Al-Awaji | Spectateurs : 27 358 Arbitrage : Marai Al-Awaji |
| 19h35 (UTC+8) | Rapport |         |         | Spectateurs : 27 358 Arbitrage : Marai Al-Awaji | Spectateurs : 27 358 Arbitrage : Marai Al-Awaji |

| 8e journée                     | Bhoutan | 0 - 3   | Qatar                           | Stade Changlimithang, Thimphou                  |                                                 |
| 17 novembre 2015 18h00 (22h00) |         | (0 - 2) | 22e Muntari · 36e 90e Al Haidos | Spectateurs : 4 128 Arbitrage : Ilgiz Tantashev | Spectateurs : 4 128 Arbitrage : Ilgiz Tantashev |
| 17 novembre 2015 18h00 (22h00) | Rapport |         |                                 | Spectateurs : 4 128 Arbitrage : Ilgiz Tantashev | Spectateurs : 4 128 Arbitrage : Ilgiz Tantashev |

|               | Hong Kong                   | 0 - 0   | Chine                      | Stade de Mong Kok, Hong Kong                    |                                                 |
| 20h00 (UTC+8) |                             | (0 - 0) |                            | Spectateurs : 6 071 Arbitrage : Nawaf Shukralla | Spectateurs : 6 071 Arbitrage : Nawaf Shukralla |
| 20h00 (UTC+8) | Lee Chi Ho 32e · Kilama 67e | Rapport | 3e Linpeng · 45+1e Yang Xu | Spectateurs : 6 071 Arbitrage : Nawaf Shukralla | Spectateurs : 6 071 Arbitrage : Nawaf Shukralla |

| 9e journée                 | Chine                                 | 4 - 0   | Maldives | Stade du centre sportif de Wuhan, Wuhan                   |                                                           |
| 24 mars 2016 19h35 (UTC+8) | Jiang Ning 2e 84e 90+1e · Yang Xu 12e | (2 - 0) |          | Spectateurs : 32 618 Arbitrage : Ali Sabah Adday Al-Qaysi | Spectateurs : 32 618 Arbitrage : Ali Sabah Adday Al-Qaysi |
| 24 mars 2016 19h35 (UTC+8) | Rapport                               |         |          | Spectateurs : 32 618 Arbitrage : Ali Sabah Adday Al-Qaysi | Spectateurs : 32 618 Arbitrage : Ali Sabah Adday Al-Qaysi |

|               | Qatar                                      | 2 - 0   | Hong Kong               | Stade Jassim Bin Hamad, Doha                        |                                                     |
| 19h00 (20h00) | Al-Haidos 20e · Soria 87e                  | (1 - 0) |                         | Spectateurs : 10 170 Arbitrage : Dmitriy Mashentsev | Spectateurs : 10 170 Arbitrage : Dmitriy Mashentsev |
| 19h00 (20h00) | Assadalla 75e · Soria 90+1e · Khalid 90+4e | Rapport | 50e Andy · 84e Paulinho | Spectateurs : 10 170 Arbitrage : Dmitriy Mashentsev | Spectateurs : 10 170 Arbitrage : Dmitriy Mashentsev |

| 10e journée                | Chine                        | 2 - 0   | Qatar        | Stade de Province Shaanxi, Xi'an                          |                                                           |
| 29 mars 2016 20h15 (UTC+8) | Huang Bowen 57e · Wu Lei 88e | (0 - 0) |              | Spectateurs : 46 718 Arbitrage : Mohd Amirul Izwan Yaacob | Spectateurs : 46 718 Arbitrage : Mohd Amirul Izwan Yaacob |
| 29 mars 2016 20h15 (UTC+8) | Hao Junmin 90+2e             | Rapport | 29e El Sayed | Spectateurs : 46 718 Arbitrage : Mohd Amirul Izwan Yaacob | Spectateurs : 46 718 Arbitrage : Mohd Amirul Izwan Yaacob |

|               | Maldives                                             | 4 - 2   | Bhoutan                         | Stade national Rasmee-Dhandu, Malé           |                                              |
| 21h00 (UTC+5) | Asadhulla 37e · Ashfaq 81e (pen.) 90+4e · Hassan 87e | (1 - 1) | 7e Gyeltshen · 48e (pen.) Dorji | Spectateurs : 4 102 Arbitrage : Kim Sang-woo | Spectateurs : 4 102 Arbitrage : Kim Sang-woo |
| 21h00 (UTC+5) | Ali 76e                                              | Rapport | 65e Tshering · 67e Gurung       | Spectateurs : 4 102 Arbitrage : Kim Sang-woo | Spectateurs : 4 102 Arbitrage : Kim Sang-woo |

### Groupe D
| Rang | Équipe       | Pts | J | G | N | P | Bp | Bc | Diff |  | Résultats (▼ dom., ► ext.) |     |     |     |     |     |
| ---- | ------------ | --- | - | - | - | - | -- | -- | ---- |  | -------------------------- | --- | --- | --- | --- | --- |
| 1    | Iran         | 20  | 8 | 6 | 2 | 0 | 26 | 3  | +23  |  | Iran                       |     | 2-0 | 3-1 | 6-0 | 4-0 |
| 2    | Oman         | 14  | 8 | 4 | 2 | 2 | 11 | 7  | +4   |  | Oman                       | 1-1 |     | 3-1 | 1-0 | 3-0 |
| 3    | Turkménistan | 13  | 8 | 4 | 1 | 3 | 10 | 11 | -1   |  | Turkménistan               | 1-1 | 2-1 |     | 1-0 | 2-1 |
| 4    | Guam         | 7   | 8 | 2 | 1 | 5 | 3  | 16 | -13  |  | Guam                       | 0-6 | 0-0 | 1-0 |     | 2-1 |
| 5    | Inde         | 3   | 8 | 1 | 0 | 7 | 5  | 18 | -13  |  | Inde                       | 0-3 | 1-2 | 1-2 | 1-0 |     |

| 1re journée                 | Guam                     | 1 - 0   | Turkménistan   | Guam F.A. National Training Center, Dededo |                                         |
| 11 juin 2015 16h15 (UTC+10) | Annaorazow 14e (csc)     | (1 - 0) |                | Spectateurs : 3 000 Arbitrage : Wang Di    | Spectateurs : 3 000 Arbitrage : Wang Di |
| 11 juin 2015 16h15 (UTC+10) | Herrick 66e · Matkin 79e | Rapport | 84e Annaorazow | Spectateurs : 3 000 Arbitrage : Wang Di    | Spectateurs : 3 000 Arbitrage : Wang Di |

|               | Inde                    | 1 - 2   | Oman                           | Sree Kanteerava Stadium, Bangalore            |                                               |
| 19h00 (22h30) | Chhetri 26e             | (1 - 2) | 1re Said · 40e (pen.) Al-Hosni | Spectateurs : 19 312 Arbitrage : Ko Hyung-jin | Spectateurs : 19 312 Arbitrage : Ko Hyung-jin |
| 19h00 (22h30) | Vineeth 25e · Singh 54e | Rapport | 45e Al-Hosani                  | Spectateurs : 19 312 Arbitrage : Ko Hyung-jin | Spectateurs : 19 312 Arbitrage : Ko Hyung-jin |

| 2e journée                  | Guam                       | 2 - 1   | Inde                                           | Guam F.A. National Training Center, Dededo  |                                             |
| 16 juin 2015 16h15 (UTC+10) | McDonald 37e · Nicklaw 62e | (1 - 0) | 90+3e Chhetri                                  | Spectateurs : 3 277 Arbitrage : Võ Minh Trí | Spectateurs : 3 277 Arbitrage : Võ Minh Trí |
| 16 juin 2015 16h15 (UTC+10) | A. Lee 79e                 | Rapport | 7e Lyngdoh · 34e Singh · 43e Anto · 73e Mondal | Spectateurs : 3 277 Arbitrage : Võ Minh Trí | Spectateurs : 3 277 Arbitrage : Võ Minh Trí |

|               | Turkménistan                                               | 1 - 1   | Iran       | Sport Toplumy Stadium, Daşoguz                     |                                                    |
| 18h00 (21h00) | Mingazov 45+1e                                             | (1 - 1) | 4e Azmoun  | Spectateurs : 10 000 Arbitrage : Jameel Abdulhusin | Spectateurs : 10 000 Arbitrage : Jameel Abdulhusin |
| 18h00 (21h00) | S. Ataýew 27e · Amanow 50e · Annaorazow 57e · Mingazov 82e | Rapport | 51e Taremi | Spectateurs : 10 000 Arbitrage : Jameel Abdulhusin | Spectateurs : 10 000 Arbitrage : Jameel Abdulhusin |

| 3e journée                     | Iran                                                              | 6 - 0   | Guam                    | Stade Azadi, Téhéran                             |                                                  |
| 3 septembre 2015 19h00 (21h30) | Dejagah 10e (pen.) · Taremi 31e 65e · Azmoun 34e 41e · Torabi 89e | (4 - 0) |                         | Spectateurs : 11 232 Arbitrage : Khamis Al-Marri | Spectateurs : 11 232 Arbitrage : Khamis Al-Marri |
| 3 septembre 2015 19h00 (21h30) |                                                                   | Rapport | 9e Herrick · 88e J. Lee | Spectateurs : 11 232 Arbitrage : Khamis Al-Marri | Spectateurs : 11 232 Arbitrage : Khamis Al-Marri |

|               | Oman                                        | 3 - 1   | Turkménistan                    | Stade Al Seeb, Seeb                                                |                                                                    |
| 19h00 (21h00) | Saleh 7e · Saparow 11e (csc) · Al-Hosni 59e | (2 - 0) | 82e Amanow                      | Spectateurs : 7 500 Arbitrage : Muhammad Taqi Aljaafari Bin Jahari | Spectateurs : 7 500 Arbitrage : Muhammad Taqi Aljaafari Bin Jahari |
| 19h00 (21h00) |                                             | Rapport | 31e Annamyradow · 56e A. Ataýew | Spectateurs : 7 500 Arbitrage : Muhammad Taqi Aljaafari Bin Jahari | Spectateurs : 7 500 Arbitrage : Muhammad Taqi Aljaafari Bin Jahari |

| 4e journée                      | Guam                      | 0 - 0   | Oman                      | Guam F.A. National Training Center, Dededo      |                                                 |
| 8 septembre 2015 16h00 (UTC+10) |                           | (0 - 0) |                           | Spectateurs : 2 239 Arbitrage : Hiroyuki Kimura | Spectateurs : 2 239 Arbitrage : Hiroyuki Kimura |
| 8 septembre 2015 16h00 (UTC+10) | McDonald 42e · Romero 75e | Rapport | 36e Kano · 52e Al-Muqbali | Spectateurs : 2 239 Arbitrage : Hiroyuki Kimura | Spectateurs : 2 239 Arbitrage : Hiroyuki Kimura |

|               | Inde      | 0 - 3   | Iran                                     | Sree Kanteerava Stadium, Bangalore                |                                                   |
| 19h00 (22h30) |           | (0 - 1) | 28e Azmoun · 46e Teymourian · 49e Taremi | Spectateurs : 14 500 Arbitrage : Ammar Al-Jeneibi | Spectateurs : 14 500 Arbitrage : Ammar Al-Jeneibi |
| 19h00 (22h30) | Alder 24e | Rapport | 42e Ebrahimi · 90e Pouraliganji          | Spectateurs : 14 500 Arbitrage : Ammar Al-Jeneibi | Spectateurs : 14 500 Arbitrage : Ammar Al-Jeneibi |

| 5e journée                   | Turkménistan           | 2 - 1   | Inde                                    | Stade Köpetdag, Achgabat                          |                                                   |
| 8 octobre 2015 18h00 (21h00) | Abylow 8e · Amanow 60e | (1 - 1) | 28e Lalpekhlua                          | Spectateurs : 20 100 Arbitrage : Masoud Tufaylieh | Spectateurs : 20 100 Arbitrage : Masoud Tufaylieh |
| 8 octobre 2015 18h00 (21h00) | Geworkyan 85e          | Rapport | 30e Lyngdoh · 51e Fernandes · 86e Kotal | Spectateurs : 20 100 Arbitrage : Masoud Tufaylieh | Spectateurs : 20 100 Arbitrage : Masoud Tufaylieh |

|               | Oman            | 1 - 1   | Iran                     | Sultan Qaboos Sports Complex, Mascate               |                                                     |
| 18h30 (20h30) | Al-Mukhaini 52e | (0 - 0) | 70e Hosseini             | Spectateurs : 12 400 Arbitrage : Valentin Kovalenko | Spectateurs : 12 400 Arbitrage : Valentin Kovalenko |
| 18h30 (20h30) | Mohammed 18e    | Rapport | 78e Taremi · 84e Dejagah | Spectateurs : 12 400 Arbitrage : Valentin Kovalenko | Spectateurs : 12 400 Arbitrage : Valentin Kovalenko |

| 6e journée                    | Turkménistan                 | 1 - 0   | Guam                                                  | Stade Köpetdag, Achgabat                           |                                                    |
| 13 octobre 2015 18h00 (21h00) | Abylow 16e                   | (1 - 0) |                                                       | Spectateurs : 20 200 Arbitrage : Turki Al-Khudhayr | Spectateurs : 20 200 Arbitrage : Turki Al-Khudhayr |
| 13 octobre 2015 18h00 (21h00) | Annaorazow 46e · Saparow 53e | Rapport | 52e Malcolm · 58e Grimes · 62e A. Lee · 90+3e Nicklaw | Spectateurs : 20 200 Arbitrage : Turki Al-Khudhayr | Spectateurs : 20 200 Arbitrage : Turki Al-Khudhayr |

|               | Oman                             | 3 - 0   | Inde | Sultan Qaboos Sports Complex, Mascate           |                                                 |
| 18h30 (20h30) | Mubarak 55e · Al-Muqbali 67e 84e | (0 - 0) |      | Spectateurs : 11 000 Arbitrage : Fahad Al-Marri | Spectateurs : 11 000 Arbitrage : Fahad Al-Marri |
| 18h30 (20h30) | Amur 41e                         | Rapport |      | Spectateurs : 11 000 Arbitrage : Fahad Al-Marri | Spectateurs : 11 000 Arbitrage : Fahad Al-Marri |

| 7e journée                     | Iran                                                 | 3 - 1   | Turkménistan      | Stade Azadi, Téhéran                          |                                               |
| 12 novembre 2015 15h00 (16h30) | Pouraliganji 6e · Ezatolahi 64e · Dejagah 83e (pen.) | (1 - 0) | 62e Saparow       | Spectateurs : 35 800 Arbitrage : Kim Dong-jin | Spectateurs : 35 800 Arbitrage : Kim Dong-jin |
| 12 novembre 2015 15h00 (16h30) | Ebrahimi 80e                                         | Rapport | 90+3e Hojaahmedow | Spectateurs : 35 800 Arbitrage : Kim Dong-jin | Spectateurs : 35 800 Arbitrage : Kim Dong-jin |

|               | Inde         | 1 - 0   | Guam                         | Sree Kanteerava Stadium, Bangalore             |                                                |
| 19h00 (22h30) | R. Singh 10e | (1 - 0) |                              | Spectateurs : 6 277 Arbitrage : Jarred Gillett | Spectateurs : 6 277 Arbitrage : Jarred Gillett |
| 19h00 (22h30) | S. Singh 41e | Rapport | 43e McDonald · 90+3e Nicklaw | Spectateurs : 6 277 Arbitrage : Jarred Gillett | Spectateurs : 6 277 Arbitrage : Jarred Gillett |

| 8e journée                     | Guam | 0 - 6   | Iran                                                                                 | Guam F.A. National Training Center, Dededo  |                                             |
| 17 novembre 2015 15h30 (23h30) |      | (0 - 2) | 12e 63e Taremi · 32e Kamyabinia · 49e Rezaeian · 52e (pen.) Shojaei · 53e Ansarifard | Spectateurs : 2 087 Arbitrage : Ho Wai Sing | Spectateurs : 2 087 Arbitrage : Ho Wai Sing |
| 17 novembre 2015 15h30 (23h30) |      | Rapport | 34e Dejagah · 72e Beiranvand                                                         | Spectateurs : 2 087 Arbitrage : Ho Wai Sing | Spectateurs : 2 087 Arbitrage : Ho Wai Sing |

|               | Turkménistan                                                                | 2 - 1   | Oman            | Stade Köpetdag, Achgabat                 |                                          |
| 18h00 (21h00) | Geworkýan 40e · Muhadow 67e                                                 | (1 - 0) | 70e Al-Ghassani | Spectateurs : 23 100 Arbitrage : Ma Ning | Spectateurs : 23 100 Arbitrage : Ma Ning |
| 18h00 (21h00) | Muhadow 16e · Mingazov 20e · Annaorazow 51e · A. Ataýew 84e · Söýünow 90+3e | Rapport | 45+1e Mohammed  | Spectateurs : 23 100 Arbitrage : Ma Ning | Spectateurs : 23 100 Arbitrage : Ma Ning |

| 9e journée                 | Iran                                                         | 4 - 0   | Inde      | Stade Azadi, Téhéran                         |                                              |
| 24 mars 2016 19h00 (21h30) | Hajsafi 33e (pen.) 66e (pen.) · Azmoun 61e · Jahanbakhsh 78e | (1 - 0) |           | Spectateurs : 29 160 Arbitrage : Võ Minh Trí | Spectateurs : 29 160 Arbitrage : Võ Minh Trí |
| 24 mars 2016 19h00 (21h30) | Amiri 58e · Azmoun 88e                                       | Rapport | 32e Jairu | Spectateurs : 29 160 Arbitrage : Võ Minh Trí | Spectateurs : 29 160 Arbitrage : Võ Minh Trí |

|               | Oman                         | 1 - 0   | Guam                                   | Sultan Qaboos Sports Complex, Mascate             |                                                   |
| 19h00 (21h00) | Mubarak 53e                  | (0 - 0) |                                        | Spectateurs : 8 000 Arbitrage : Jameel Abdulhusin | Spectateurs : 8 000 Arbitrage : Jameel Abdulhusin |
| 19h00 (21h00) | Al-Saadi 51e · Al-Hadhri 78e | Rapport | 17e Cunliffe · 25e Grimes · 61e N. Lee | Spectateurs : 8 000 Arbitrage : Jameel Abdulhusin | Spectateurs : 8 000 Arbitrage : Jameel Abdulhusin |

| 10e journée                | Inde                                | 1 - 2   | Turkménistan            | Stade Jawaharlal Nehru, Kochi                   |                                                 |
| 29 mars 2016 18h00 (21h30) | Jhingan 26e                         | (1 - 0) | 48e Amanow · 70e Ataýew | Spectateurs : 3 111 Arbitrage : Khamis Al-Marri | Spectateurs : 3 111 Arbitrage : Khamis Al-Marri |
| 29 mars 2016 18h00 (21h30) | Kotal 20e · Borges 30e · Halder 72e | Rapport |                         | Spectateurs : 3 111 Arbitrage : Khamis Al-Marri | Spectateurs : 3 111 Arbitrage : Khamis Al-Marri |

|               | Iran           | 2 - 0   | Oman | Stade Azadi, Téhéran                         |                                              |
| 19h00 (21h30) | Azmoun 16e 23e | (2 - 0) |      | Spectateurs : 33 850 Arbitrage : Minoru Tōjō | Spectateurs : 33 850 Arbitrage : Minoru Tōjō |
| 19h00 (21h30) | Rapport        |         |      | Spectateurs : 33 850 Arbitrage : Minoru Tōjō | Spectateurs : 33 850 Arbitrage : Minoru Tōjō |

### Groupe E
| Rang | Équipe      | Pts | J | G | N | P | Bp | Bc | Diff |  | Résultats (▼ dom., ► ext.) |     |     |     |     |     |
| ---- | ----------- | --- | - | - | - | - | -- | -- | ---- |  | -------------------------- | --- | --- | --- | --- | --- |
| 1    | Japon       | 22  | 8 | 7 | 1 | 0 | 27 | 0  | +27  |  | Japon                      |     | 5-0 | 0-0 | 5-0 | 3-0 |
| 2    | Syrie       | 18  | 8 | 6 | 0 | 2 | 26 | 11 | +15  |  | Syrie                      | 0-3 |     | 1-0 | 5-2 | 6-0 |
| 3    | Singapour   | 10  | 8 | 3 | 1 | 4 | 9  | 9  | 0    |  | Singapour                  | 0-3 | 1-2 |     | 1-0 | 2-1 |
| 4    | Afghanistan | 9   | 8 | 3 | 0 | 5 | 8  | 24 | -16  |  | Afghanistan                | 0-6 | 0-6 | 2-1 |     | 3-0 |
| 5    | Cambodge    | 0   | 8 | 0 | 0 | 8 | 1  | 27 | -26  |  | Cambodge                   | 0-2 | 0-6 | 0-4 | 0-1 |     |

| 1re journée                | Cambodge | 0 - 4   | Singapour                                 | Stade olympique de Phnom Penh, Phnom Penh     |                                               |
| 11 juin 2015 18h30 (23h30) |          | (0 - 3) | 9e Khairul · 21e 35e Safuwan · 55e Fazrul | Spectateurs : 63 000 Arbitrage : Liu Kwok Man | Spectateurs : 63 000 Arbitrage : Liu Kwok Man |
| 11 juin 2015 18h30 (23h30) | Sok 65e  | Rapport | 40e Safuwan · 54e Hariss                  | Spectateurs : 63 000 Arbitrage : Liu Kwok Man | Spectateurs : 63 000 Arbitrage : Liu Kwok Man |

|               | Afghanistan | 0 - 6   | Syrie                                                                       | Stade Samen, Mashhad ( Iran)                    |                                                 |
| 20h00 (22h30) |             | (0 - 3) | 19e 35e Rafe · 42e Ajan · 70e Al Hussain · 75e Malki · 90+4e (pen.) Khribin | Spectateurs : 7 647 Arbitrage : Ilgiz Tantashev | Spectateurs : 7 647 Arbitrage : Ilgiz Tantashev |
| 20h00 (22h30) | Hatifi 47e  | Rapport |                                                                             | Spectateurs : 7 647 Arbitrage : Ilgiz Tantashev | Spectateurs : 7 647 Arbitrage : Ilgiz Tantashev |

| 2e journée                 | Japon   | 0 - 0   | Singapour | Stade Saitama 2002, Saitama                                 |                                                             |
| 16 juin 2015 19h30 (UTC+9) |         | (0 - 0) |           | Spectateurs : 57 533 Arbitrage : Mohanad Qasim Eesee Sarray | Spectateurs : 57 533 Arbitrage : Mohanad Qasim Eesee Sarray |
| 16 juin 2015 19h30 (UTC+9) | Rapport |         |           | Spectateurs : 57 533 Arbitrage : Mohanad Qasim Eesee Sarray | Spectateurs : 57 533 Arbitrage : Mohanad Qasim Eesee Sarray |

|               | Cambodge | 0 - 1   | Afghanistan  | Stade olympique de Phnom Penh, Phnom Penh       |                                                 |
| 18h30 (UTC+7) |          | (0 - 0) | 86e Zazai    | Spectateurs : 55 000 Arbitrage : Marai Al-Awaji | Spectateurs : 55 000 Arbitrage : Marai Al-Awaji |
| 18h30 (UTC+7) |          | Rapport | 57e Shanwary | Spectateurs : 55 000 Arbitrage : Marai Al-Awaji | Spectateurs : 55 000 Arbitrage : Marai Al-Awaji |

| 3e journée                     | Japon                                | 3 - 0   | Cambodge | Stade Saitama 2002, Saitama                  |                                              |
| 3 septembre 2015 19h20 (UTC+9) | Honda 28e · Yoshida 50e · Kagawa 61e | (1 - 0) |          | Spectateurs : 54 716 Arbitrage : Kim Hee-gon | Spectateurs : 54 716 Arbitrage : Kim Hee-gon |
| 3 septembre 2015 19h20 (UTC+9) | Rapport                              |         |          | Spectateurs : 54 716 Arbitrage : Kim Hee-gon | Spectateurs : 54 716 Arbitrage : Kim Hee-gon |

|               | Syrie                      | 1 - 0   | Singapour                                | Sultan Qaboos Sports Complex, Mascate ( Oman)   |                                                 |
| 20h00 (22h00) | Al-Jafal 59e               | (0 - 0) |                                          | Spectateurs : 100 Arbitrage : Yousef Al-Marzouq | Spectateurs : 100 Arbitrage : Yousef Al-Marzouq |
| 20h00 (22h00) | Al-Salih 36e · Balhous 66e | Rapport | 31e Hariss · 55e Shaiful · 35e Baharudin | Spectateurs : 100 Arbitrage : Yousef Al-Marzouq | Spectateurs : 100 Arbitrage : Yousef Al-Marzouq |

| 4e journée                     | Cambodge         | 0 - 6   | Syrie                                                             | Stade olympique de Phnom Penh, Phnom Penh |                                          |
| 8 septembre 2015 18h30 (23h30) |                  | (0 - 4) | 29e 39e Khribin · 31e Malki · 44e Maowas · 50e Midani · 81e Omari | Spectateurs : 35 000 Arbitrage : Wang Di  | Spectateurs : 35 000 Arbitrage : Wang Di |
| 8 septembre 2015 18h30 (23h30) | Sokumpheak 45+1e | Rapport |                                                                   | Spectateurs : 35 000 Arbitrage : Wang Di  | Spectateurs : 35 000 Arbitrage : Wang Di |

|               | Afghanistan | 0 - 6   | Japon                                                        | Stade Azadi, Téhéran ( Iran)                     |                                                  |
| 16h55 (19h25) |             | (0 - 2) | 10e 50e Kagawa · 35e Morishige · 57e 60e Okazaki · 74e Honda | Spectateurs : 8 650 Arbitrage : Khamis Al-Kuwari | Spectateurs : 8 650 Arbitrage : Khamis Al-Kuwari |
| 16h55 (19h25) | Rapport     |         |                                                              | Spectateurs : 8 650 Arbitrage : Khamis Al-Kuwari | Spectateurs : 8 650 Arbitrage : Khamis Al-Kuwari |

| 5e journée                   | Singapour                 | 1 - 0   | Afghanistan                   | Stade national, Singapour                   |                                             |
| 8 octobre 2015 20h00 (UTC+8) | Khairul 72e               | (0 - 0) |                               | Spectateurs : 5 400 Arbitrage : Ng Chiu Kok | Spectateurs : 5 400 Arbitrage : Ng Chiu Kok |
| 8 octobre 2015 20h00 (UTC+8) | Zulfahmi 35e · Shakir 80e | Rapport | 40e Shayesteh · 81e Sharityar | Spectateurs : 5 400 Arbitrage : Ng Chiu Kok | Spectateurs : 5 400 Arbitrage : Ng Chiu Kok |

|               | Syrie                         | 0 - 3   | Japon                                      | Stade Al Seeb, Seeb ( Oman)                   |                                               |
| 17h00 (19h00) |                               | (0 - 0) | 55e (pen.) Honda · 70e Okazaki · 88e Usami | Spectateurs : 680 Arbitrage : Ravshan Irmatov | Spectateurs : 680 Arbitrage : Ravshan Irmatov |
| 17h00 (19h00) | Al-Salih 74e · Al-Shbli 90+1e | Rapport |                                            | Spectateurs : 680 Arbitrage : Ravshan Irmatov | Spectateurs : 680 Arbitrage : Ravshan Irmatov |

| 6e journée                    | Singapour              | 2 - 1   | Cambodge                       | Stade national, Singapour                    |                                              |
| 13 octobre 2015 20h00 (UTC+8) | Faris 16e · Fazrul 47e | (1 - 0) | 65e Suhana                     | Spectateurs : 6 650 Arbitrage : Kim Dae-yong | Spectateurs : 6 650 Arbitrage : Kim Dae-yong |
| 13 octobre 2015 20h00 (UTC+8) |                        | Rapport | 42e Tola · 90+1e Chanthacheary | Spectateurs : 6 650 Arbitrage : Kim Dae-yong | Spectateurs : 6 650 Arbitrage : Kim Dae-yong |

|               | Syrie                             | 5 - 2   | Afghanistan               | Stade Al Seeb, Seeb ( Oman)                      |                                                  |
| 20h00 (22h00) | Omari 9e 21e 83e · Maowas 32e 90e | (3 - 1) | 44e Amiri · 78e Shayesteh | Spectateurs : 200 Arbitrage : Dmitriy Mashentsev | Spectateurs : 200 Arbitrage : Dmitriy Mashentsev |
| 20h00 (22h00) | Rapport                           |         |                           | Spectateurs : 200 Arbitrage : Dmitriy Mashentsev | Spectateurs : 200 Arbitrage : Dmitriy Mashentsev |

| 7e journée                     | Singapour                   | 0 - 3   | Japon                                  | Stade national, Singapour                         |                                                   |
| 12 novembre 2015 19h15 (UTC+8) |                             | (0 - 2) | 20e Kanazaki · 26e Honda · 88e Yoshida | Spectateurs : 33 868 Arbitrage : Fahad Al-Mirdasi | Spectateurs : 33 868 Arbitrage : Fahad Al-Mirdasi |
| 12 novembre 2015 19h15 (UTC+8) | Baharudin 14e · Khaizan 23e | Rapport | 64e Morishige                          | Spectateurs : 33 868 Arbitrage : Fahad Al-Mirdasi | Spectateurs : 33 868 Arbitrage : Fahad Al-Mirdasi |

|               | Afghanistan                         | 3 - 0   | Cambodge     | Stade Takhti, Téhéran ( Iran)                   |                                                 |
| 15h00 (16h30) | Zazai 42e · Amiri 78e · Amani 90+4e | (1 - 0) |              | Spectateurs : 2 585 Arbitrage : Adham Makhadmeh | Spectateurs : 2 585 Arbitrage : Adham Makhadmeh |
| 15h00 (16h30) | Taher 56e · Amiri 58e               | Rapport | 35e Sokthorn | Spectateurs : 2 585 Arbitrage : Adham Makhadmeh | Spectateurs : 2 585 Arbitrage : Adham Makhadmeh |

| 8e journée                     | Singapour          | 1 - 2   | Syrie                        | Stade national, Singapour                      |                                                |
| 17 novembre 2015 20h00 (UTC+8) | Safuwan 89e (pen.) | (0 - 1) | 20e 90+3e Khribin            | Spectateurs : 7 468 Arbitrage : Kim Jong-hyeok | Spectateurs : 7 468 Arbitrage : Kim Jong-hyeok |
| 17 novembre 2015 20h00 (UTC+8) | Madhu 55e          | Rapport | 59e Al-Shbli · 90+4e Khribin | Spectateurs : 7 468 Arbitrage : Kim Jong-hyeok | Spectateurs : 7 468 Arbitrage : Kim Jong-hyeok |

|               | Cambodge    | 0 - 2   | Japon                          | Stade olympique de Phnom Penh, Phnom Penh |                                          |
| 19h15 (UTC+7) |             | (0 - 0) | 51e (csc) Laboravy · 90e Honda | Spectateurs : 29 871 Arbitrage : Fu Ming  | Spectateurs : 29 871 Arbitrage : Fu Ming |
| 19h15 (UTC+7) | Souhana 80e | Rapport | 30e Makino · 57e Yamaguchi     | Spectateurs : 29 871 Arbitrage : Fu Ming  | Spectateurs : 29 871 Arbitrage : Fu Ming |

| 9e journée                 | Syrie                                                                        | 6 - 0   | Cambodge      | Stade Al Seeb, Seeb ( Oman)               |                                           |
| 24 mars 2016 20h00 (22h00) | Khribin 7e 19e · Kallasi 57e · Makara 70e (csc) · Al Hussain 80e · Malki 84e | (2 - 0) |               | Spectateurs : 100 Arbitrage : Chris Beath | Spectateurs : 100 Arbitrage : Chris Beath |
| 24 mars 2016 20h00 (22h00) |                                                                              | Rapport | 90+2e Vandeth | Spectateurs : 100 Arbitrage : Chris Beath | Spectateurs : 100 Arbitrage : Chris Beath |

|               | Japon                                                                         | 5 - 0   | Afghanistan | Stade Saitama 2002, Saitama                                 |                                                             |
| 19h30 (UTC+9) | Okazaki 43e · Kiyotake 58e · Mukhammad 63e (csc) · Yoshida 74e · Kanazaki 78e | (1 - 0) |             | Spectateurs : 48 967 Arbitrage : Mohanad Qasim Eesee Sarray | Spectateurs : 48 967 Arbitrage : Mohanad Qasim Eesee Sarray |
| 19h30 (UTC+9) | Rapport                                                                       |         |             | Spectateurs : 48 967 Arbitrage : Mohanad Qasim Eesee Sarray | Spectateurs : 48 967 Arbitrage : Mohanad Qasim Eesee Sarray |

| 10e journée                | Afghanistan             | 2 - 1   | Singapour  | Stade Takhti, Téhéran ( Iran)            |                                          |
| 29 mars 2016 15h00 (17h30) | Amani 39e · Shirdel 79e | (1 - 0) | 89e Fazrul | Spectateurs : 24 500 Arbitrage : Fu Ming | Spectateurs : 24 500 Arbitrage : Fu Ming |
| 29 mars 2016 15h00 (17h30) |                         | Rapport | 55e Hariss | Spectateurs : 24 500 Arbitrage : Fu Ming | Spectateurs : 24 500 Arbitrage : Fu Ming |

|               | Japon                                                             | 5 - 0   | Syrie       | Stade Saitama 2002, Saitama                      |                                                  |
| 19h30 (UTC+9) | Al Masri 17e (csc) · Kagawa 66e 90e · Honda 86e · Haraguchi 90+3e | (1 - 0) |             | Spectateurs : 57 475 Arbitrage : Alireza Faghani | Spectateurs : 57 475 Arbitrage : Alireza Faghani |
| 19h30 (UTC+9) | Nagatomo 65e                                                      | Rapport | 55e Mobayed | Spectateurs : 57 475 Arbitrage : Alireza Faghani | Spectateurs : 57 475 Arbitrage : Alireza Faghani |

### Groupe F
| Rang | Équipe    | Pts | J           | G | N | P | Bp | Bc | Diff |  | Résultats (▼ dom., ► ext.) |     |     |     |     |
| ---- | --------- | --- | ----------- | - | - | - | -- | -- | ---- |  | -------------------------- | --- | --- | --- | --- |
| 1    | Thaïlande | 14  | 6           | 4 | 2 | 0 | 14 | 6  | +8   |  | Thaïlande                  |     | 2-2 | 1-0 | 4-2 |
| 2    | Irak      | 12  | 6           | 3 | 3 | 0 | 13 | 6  | +7   |  | Irak                       | 2-2 |     | 1-0 | 5-1 |
| 3    | Vietnam   | 7   | 6           | 2 | 1 | 3 | 7  | 8  | -1   |  | Vietnam                    | 0-3 | 1-1 |     | 4-1 |
| 4    | Taïwan    | 0   | 6           | 0 | 0 | 6 | 5  | 19 | -14  |  | Taïwan                     | 0-2 | 0-2 | 1-2 |     |
|      | Indonésie |     | Disqualifié |   |   |   |    |    |      |  |                            |     |     |     |     |

| 1re journée               | Thaïlande                  | 1 - 0   | Vietnam                                                                                      | Stade Rajamangala, Bangkok                    |                                               |
| 24 mai 2015 19h00 (UTC+7) | Pokklaw 80e                | (0 - 0) |                                                                                              | Spectateurs : 40 500 Arbitrage : Ben Williams | Spectateurs : 40 500 Arbitrage : Ben Williams |
| 24 mai 2015 19h00 (UTC+7) | Sarach 28e · Narubadin 70e | Rapport | 12e Nguyễn Trọng Hoàng · 13e Quế Ngọc Hải · 31e Nguyễn Huy Cường · 50e, 73e Nguyễn Minh Châu | Spectateurs : 40 500 Arbitrage : Ben Williams | Spectateurs : 40 500 Arbitrage : Ben Williams |

| 2e journée                 | Taïwan | 0 - 2   | Thaïlande        | Stadium municipal de Taipei, Taipei         |                                             |
| 16 juin 2015 19h30 (UTC+8) |        | (0 - 2) | 21e 39e Teerasil | Spectateurs : 18 168 Arbitrage : Ali Shaban | Spectateurs : 18 168 Arbitrage : Ali Shaban |
| 16 juin 2015 19h30 (UTC+8) |        | Rapport | 61e Suttinum     | Spectateurs : 18 168 Arbitrage : Ali Shaban | Spectateurs : 18 168 Arbitrage : Ali Shaban |

| 3e journée                     | Irak                                                                 | 5 - 1   | Taïwan                                            | Shahid Dastgerdi Stadium, Téhéran ( Iran)         |                                                   |
| 3 septembre 2015 17h00 (19h30) | Adnan 37e · Hosni 59e · Yasin 80e · Mahmoud 88e · Meram 90+1e (pen.) | (1 - 0) | 86e Wen Chih-hao                                  | Spectateurs : 4 200 Arbitrage : Yaqoob Abdul Baki | Spectateurs : 4 200 Arbitrage : Yaqoob Abdul Baki |
| 3 septembre 2015 17h00 (19h30) |                                                                      | Rapport | 23e Lu Kun-chi · 26e Ting-yang · 78e Wen Chih-hao | Spectateurs : 4 200 Arbitrage : Yaqoob Abdul Baki | Spectateurs : 4 200 Arbitrage : Yaqoob Abdul Baki |

| 4e journée                     | Taïwan            | 1 - 2   | Vietnam                                      | Stadium municipal de Taipei, Taipei           |                                               |
| 8 septembre 2015 19h00 (UTC+8) | Wu Chun-ching 82e | (0 - 0) | 53e Đinh Tiến Thành · 90+2e Trần Phi Sơn     | Spectateurs : 20 239 Arbitrage : Kim Dae-yong | Spectateurs : 20 239 Arbitrage : Kim Dae-yong |
| 8 septembre 2015 19h00 (UTC+8) | Yaki Yan 80e      | Rapport | 5e Đinh Tiến Thành · 90+3e Xuân Thành Nguyễn | Spectateurs : 20 239 Arbitrage : Kim Dae-yong | Spectateurs : 20 239 Arbitrage : Kim Dae-yong |

|               | Thaïlande                                | 2 - 2   | Irak                    | Stade Rajamangala, Bangkok                    |                                               |
| 19h00 (UTC+7) | Theerathon 80e (pen.) · Mongkol 83e      | (0 - 1) | 34e Meram · 49e Mahmoud | Spectateurs : 43 572 Arbitrage : Masaaki Toma | Spectateurs : 43 572 Arbitrage : Masaaki Toma |
| 19h00 (UTC+7) | Theerathon 1e · Pratum 51e · Sarawut 87e | Rapport | 9e Shakir               | Spectateurs : 43 572 Arbitrage : Masaaki Toma | Spectateurs : 43 572 Arbitrage : Masaaki Toma |

| 5e journée                   | Vietnam                                     | 1 - 1   | Irak                 | Stade national My Dinh, Hanoï                |                                              |
| 8 octobre 2015 19h00 (UTC+7) | Lê Công Vinh 25e                            | (1 - 0) | 90+7e (pen.) Mahmoud | Spectateurs : 10 000 Arbitrage : Chris Beath | Spectateurs : 10 000 Arbitrage : Chris Beath |
| 8 octobre 2015 19h00 (UTC+7) | Nguyễn Thanh Xuan 33e · Nguyễn Tiến Duy 56e | Rapport |                      | Spectateurs : 10 000 Arbitrage : Chris Beath | Spectateurs : 10 000 Arbitrage : Chris Beath |

| 6e journée                    | Vietnam                                                      | 0 - 3   | Thaïlande                                                 | Stade national My Dinh, Hanoï                    |                                                  |
| 13 octobre 2015 19h00 (UTC+7) |                                                              | (0 - 1) | Kroekrit 29e · Đinh Tiến Thành 56e (csc) · Theerathon 70e | Spectateurs : 35 000 Arbitrage : Nawaf Shukralla | Spectateurs : 35 000 Arbitrage : Nawaf Shukralla |
| 13 octobre 2015 19h00 (UTC+7) | Nguyễn Huy Hùng 13e · Lê Công Vinh 59e · Đinh Tiến Thành 73e | Rapport | 72e Pokkhao · 90+2e Sanrawat                              | Spectateurs : 35 000 Arbitrage : Nawaf Shukralla | Spectateurs : 35 000 Arbitrage : Nawaf Shukralla |

| 7e journée                     | Thaïlande                                          | 4 - 2   | Taïwan                               | Stade Rajamangala, Bangkok                          |                                                     |
| 12 novembre 2015 19h00 (UTC+7) | Teerasil 41e · Pokklaw 52e · Adisak 72e · Tana 74e | (1 - 1) | 3e Yaki Yen · 65e Hung Kai-chun      | Spectateurs : 50 000 Arbitrage : Dmitriy Mashentsev | Spectateurs : 50 000 Arbitrage : Dmitriy Mashentsev |
| 12 novembre 2015 19h00 (UTC+7) |                                                    | Rapport | 28e Hung Kai-chun · 86e Chen Hao-wei | Spectateurs : 50 000 Arbitrage : Dmitriy Mashentsev | Spectateurs : 50 000 Arbitrage : Dmitriy Mashentsev |

| 8e journée                     | Taïwan                            | 0 - 2   | Irak                     | Stade national, Kaohsiung                    |                                              |
| 17 novembre 2015 19h00 (UTC+8) |                                   | (0 - 1) | 19e Ismail · 85e Mahmoud | Spectateurs : 11 960 Arbitrage : Jumpei Iida | Spectateurs : 11 960 Arbitrage : Jumpei Iida |
| 17 novembre 2015 19h00 (UTC+8) | Chen Chia-chun 35e · Yaki Yan 83e | Rapport |                          | Spectateurs : 11 960 Arbitrage : Jumpei Iida | Spectateurs : 11 960 Arbitrage : Jumpei Iida |

| 9e journée                 | Vietnam                                         | 4 - 1   | Taïwan           | Stade national My Dinh, Hanoï                    |                                                  |
| 24 mars 2016 19h00 (UTC+7) | Lê Công Vinh 8e 90+1e · Nguyễn Văn Toàn 29e 42e | (3 - 1) | 7e Wu Chun-ching | Spectateurs : 18 350 Arbitrage : Adham Makhadmeh | Spectateurs : 18 350 Arbitrage : Adham Makhadmeh |
| 24 mars 2016 19h00 (UTC+7) | Rapport                                         |         |                  | Spectateurs : 18 350 Arbitrage : Adham Makhadmeh | Spectateurs : 18 350 Arbitrage : Adham Makhadmeh |

|               | Irak                    | 2 - 2   | Thaïlande                | Shahid Dastgerdi Stadium, Téhéran ( Iran)             |                                                       |
| 18h30 (21h00) | Kamel 66e · Adnan 90+5e | (0 - 1) | 39e Mongkol · 86e Adisak | Spectateurs : 4 000 Arbitrage : Abdulrahman Al-Jassim | Spectateurs : 4 000 Arbitrage : Abdulrahman Al-Jassim |
| 18h30 (21h00) | Abdulameer 25e          | Rapport | 45+2e Mongkol            | Spectateurs : 4 000 Arbitrage : Abdulrahman Al-Jassim | Spectateurs : 4 000 Arbitrage : Abdulrahman Al-Jassim |

| 10e journée                | Irak               | 1 - 0   | Vietnam                                     | Shahid Dastgerdi Stadium, Téhéran ( Iran)   |                                             |
| 29 mars 2016 18h30 (21h00) | Abdul-Raheem 45+1e | (1 - 0) |                                             | Spectateurs : 2 160 Arbitrage : Peter Green | Spectateurs : 2 160 Arbitrage : Peter Green |
| 29 mars 2016 18h30 (21h00) | Attwan 43e         | Rapport | 45+2e Phạm Thành Lương · 88e Lê Hoàng Thiên | Spectateurs : 2 160 Arbitrage : Peter Green | Spectateurs : 2 160 Arbitrage : Peter Green |

### Groupe G
| Rang | Équipe       | Pts | J | G | N | P | Bp | Bc | Diff |  | Résultats (▼ dom., ► ext.) |     |     |     |     |     |
| ---- | ------------ | --- | - | - | - | - | -- | -- | ---- |  | -------------------------- | --- | --- | --- | --- | --- |
| 1    | Corée du Sud | 24  | 8 | 8 | 0 | 0 | 27 | 0  | +27  |  | Corée du Sud               |     | 1-0 | 3-0 | 4-0 | 8-0 |
| 2    | Liban        | 11  | 8 | 3 | 2 | 3 | 12 | 6  | +6   |  | Liban                      | 0-3 |     | 0-1 | 1-1 | 7-0 |
| 3    | Koweït       | 10  | 8 | 3 | 1 | 4 | 12 | 10 | +2   |  | Koweït                     | 0-1 | 0-0 |     | 9-0 | 0-3 |
| 4    | Birmanie     | 8   | 8 | 2 | 2 | 4 | 9  | 21 | -12  |  | Birmanie                   | 0-2 | 0-2 | 3-0 |     | 3-1 |
| 5    | Laos         | 4   | 8 | 1 | 1 | 6 | 6  | 29 | -23  |  | Laos                       | 0-5 | 0-2 | 0-2 | 2-2 |     |

| 1re journée                | Laos                      | 2 - 2   | Birmanie                             | Stade national du Laos, Vientiane       |                                         |
| 11 juin 2015 19h00 (UTC+7) | Sayavutthi 81e (pen.) 83e | (0 - 1) | 41e Zaw Min Tun · 85e Kyaw Zayar Win | Spectateurs : 1 500 Arbitrage : Tan Hai | Spectateurs : 1 500 Arbitrage : Tan Hai |
| 11 juin 2015 19h00 (UTC+7) | Sibounhuang 45e           | Rapport |                                      | Spectateurs : 1 500 Arbitrage : Tan Hai | Spectateurs : 1 500 Arbitrage : Tan Hai |

|               | Liban                   | 0 - 1   | Koweït                                    | Stade international de Saïda, Sidon                 |                                                     |
| 17h00 (18h00) |                         | (0 - 0) | 86e Nasser                                | Spectateurs : 15 215 Arbitrage : Valentin Kovalenko | Spectateurs : 15 215 Arbitrage : Valentin Kovalenko |
| 17h00 (18h00) | Mohamad 14e · Hamam 85e | Rapport | 11e Hajiah · 19e Al-Ansari · 54e Al-Enezi | Spectateurs : 15 215 Arbitrage : Valentin Kovalenko | Spectateurs : 15 215 Arbitrage : Valentin Kovalenko |

| 2e journée                 | Birmanie        | 0 - 2   | Corée du Sud                         | Stade Rajamangala, Bangkok ( Thaïlande)      |                                              |
| 16 juin 2015 19h00 (UTC+7) |                 | (0 - 1) | 35e Lee Jae-sung · 67e Son Heung-min | Spectateurs : 1 090 Arbitrage : Ahmed Al-Kaf | Spectateurs : 1 090 Arbitrage : Ahmed Al-Kaf |
| 16 juin 2015 19h00 (UTC+7) | Zaw Min Tun 59e | Rapport |                                      | Spectateurs : 1 090 Arbitrage : Ahmed Al-Kaf | Spectateurs : 1 090 Arbitrage : Ahmed Al-Kaf |

|               | Laos           | 0 - 2   | Liban                    | Stade national du Laos, Vientiane            |                                              |
| 19h00 (UTC+7) |                | (0 - 1) | Ghaddar 5e · Shamsin 75e | Spectateurs : 2 500 Arbitrage : Yu Ming-hsun | Spectateurs : 2 500 Arbitrage : Yu Ming-hsun |
| 19h00 (UTC+7) | Souksavath 83e | Rapport | 70e Shamsin              | Spectateurs : 2 500 Arbitrage : Yu Ming-hsun | Spectateurs : 2 500 Arbitrage : Yu Ming-hsun |

| 3e journée                     | Corée du Sud | 8 - 0   | Laos                             | Hwaseong Stadium, Hwaseong                   |                                              |
| 3 septembre 2015 20h00 (UTC+9) | Lee Chung-yong 9e · Son Heung-min 12e 74e 89e · Kwon Chang-hoon 30e 75e · Suk Hyun-jun 57e · Lee Jae-sung 90+4e | (3 - 0) |                                  | Spectateurs : 30 205 Arbitrage : Jumpei Iida | Spectateurs : 30 205 Arbitrage : Jumpei Iida |
| 3 septembre 2015 20h00 (UTC+9) | | Rapport | 82e Hanevilay · 87e Waenvongsoth | Spectateurs : 30 205 Arbitrage : Jumpei Iida | Spectateurs : 30 205 Arbitrage : Jumpei Iida |

|               | Koweït | 9 - 0   | Birmanie | Stade Abdullah bin Khalifa, Doha ( Qatar) |                                           |
| 20h00 (21h00) | Nasser 11e 18e · Maqseed 12e · Zayid 46e · Zaw Min Tun 56e (csc) · Mashaan 61e · Al-Mutawa 69e (pen.) 88e 90+3e | (3 - 0) |          | Spectateurs : 500 Arbitrage : Aziz Asimov | Spectateurs : 500 Arbitrage : Aziz Asimov |
| 20h00 (21h00) | Al-Enezi 63e · Al-Enazi 66e · Al-Ansari 77e                                                                     | Rapport |          | Spectateurs : 500 Arbitrage : Aziz Asimov | Spectateurs : 500 Arbitrage : Aziz Asimov |

| 4e journée                     | Laos            | 0 - 2   | Koweït                            | Stade national du Laos, Vientiane                |                                                  |
| 8 septembre 2015 19h00 (UTC+7) |                 | (0 - 1) | 31e Nasser · 84e (pen.) Al-Mutawa | Spectateurs : 1 300 Arbitrage : Sivakorn Pu-udom | Spectateurs : 1 300 Arbitrage : Sivakorn Pu-udom |
| 8 septembre 2015 19h00 (UTC+7) | Phomsouvanh 83e | Rapport |                                   | Spectateurs : 1 300 Arbitrage : Sivakorn Pu-udom | Spectateurs : 1 300 Arbitrage : Sivakorn Pu-udom |

|               | Liban   | 0 - 3   | Corée du Sud                                                     | Stade international de Saïda, Sidon               |                                                   |
| 17h00 (18h00) |         | (0 - 2) | 22e (pen.) Jang Hyun-soo · 26e (csc) Hamam · 60e Kwon Chang-hoon | Spectateurs : 5 500 Arbitrage : Dmiriy Mashentsev | Spectateurs : 5 500 Arbitrage : Dmiriy Mashentsev |
| 17h00 (18h00) | Rapport |         |                                                                  | Spectateurs : 5 500 Arbitrage : Dmiriy Mashentsev | Spectateurs : 5 500 Arbitrage : Dmiriy Mashentsev |

| 5e journée                   | Birmanie          | 0 - 2   | Liban                    | Stade Suphachalasai, Bangkok ( Thaïlande)               |                                                         |
| 8 octobre 2015 19h00 (UTC+7) |                   | (0 - 1) | 28e Maatouk · 90+3e Atwi | Spectateurs : 3 056 Arbitrage : Mohd Nafeez Abdul Wahab | Spectateurs : 3 056 Arbitrage : Mohd Nafeez Abdul Wahab |
| 8 octobre 2015 19h00 (UTC+7) | Kyaw Zin Lwin 66e | Rapport |                          | Spectateurs : 3 056 Arbitrage : Mohd Nafeez Abdul Wahab | Spectateurs : 3 056 Arbitrage : Mohd Nafeez Abdul Wahab |

|               | Koweït | 0 - 1      | Corée du Sud                                                                  | Stade Al-Kuwait SC, Koweït City                  |                                                  |
| 17h55 (18h55) |        | (0 - 1)    | 12e Koo Ja-cheol                                                              | Spectateurs : 12 350 Arbitrage : Alireza Faghani | Spectateurs : 12 350 Arbitrage : Alireza Faghani |
| 17h55 (18h55) |        | [ Rapport] | 24e Jung Woo-young · 47e Kim Young-gwon · 53e Koo Ja-cheol · 69e Suk Hyun-jun | Spectateurs : 12 350 Arbitrage : Alireza Faghani | Spectateurs : 12 350 Arbitrage : Alireza Faghani |

| 6e journée                    | Birmanie                                          | 3 - 1      | Laos           | Stade Suphachalasai, Bangkok ( Thaïlande)            |                                                      |
| 13 octobre 2015 19h00 (UTC+7) | Suan Lam Mang 13e · Kyaw Ko Ko 32e · Aung Thu 50e | (2 - 1)    | 2e Sayavutthi  | Spectateurs : 6 500 Arbitrage : Salah Abbas Alabbasi | Spectateurs : 6 500 Arbitrage : Salah Abbas Alabbasi |
| 13 octobre 2015 19h00 (UTC+7) | Nay Zaw Aung 49e                                  | [ Rapport] | 52e Souksavath | Spectateurs : 6 500 Arbitrage : Salah Abbas Alabbasi | Spectateurs : 6 500 Arbitrage : Salah Abbas Alabbasi |

|               | Koweït | 0 - 0      | Liban         | Stade Al-Kuwait SC, Koweït City                   |                                                   |
| 19h30 (20h30) |        | (0 - 0)    |               | Spectateurs : 12 150 Arbitrage : Ammar Al-Jeneibi | Spectateurs : 12 150 Arbitrage : Ammar Al-Jeneibi |
| 19h30 (20h30) |        | [ Rapport] | 90+1e Mansour | Spectateurs : 12 150 Arbitrage : Ammar Al-Jeneibi | Spectateurs : 12 150 Arbitrage : Ammar Al-Jeneibi |

| 7e journée                     | Corée du Sud                                                              | 4 - 0      | Birmanie | Stade de la Coupe du monde de Suwon, Suwon       |                                                  |
| 12 novembre 2015 20h00 (UTC+9) | Lee Jae-sung 18e · Koo Ja-cheol 30e · Jang Hyun-soo 82e · Nam Tae-hee 86e | (2 - 0)    |          | Spectateurs : 24 270 Arbitrage : Khamis Al-Marri | Spectateurs : 24 270 Arbitrage : Khamis Al-Marri |
| 12 novembre 2015 20h00 (UTC+9) | Koo Ja-cheol 35e                                                          | [ Rapport] |          | Spectateurs : 24 270 Arbitrage : Khamis Al-Marri | Spectateurs : 24 270 Arbitrage : Khamis Al-Marri |

|               | Liban                                                                             | 7 - 0      | Laos           | Stade international de Saïda, Sidon              |                                                  |
| 17h00 (17h00) | Mohamad 27e · Antar 34e · Chaito 36e 90+3e · Hamam 42e · Maatouk 59e · Oumari 90e | (4 - 0)    |                | Spectateurs : 2 000 Arbitrage : Sivakorn Pu-udom | Spectateurs : 2 000 Arbitrage : Sivakorn Pu-udom |
| 17h00 (17h00) | Chaito 57e                                                                        | [ Rapport] | 3e Phommapanya | Spectateurs : 2 000 Arbitrage : Sivakorn Pu-udom | Spectateurs : 2 000 Arbitrage : Sivakorn Pu-udom |

| 8e journée                     | Laos | 0 - 5      | Corée du Sud                                                           | Stade national du Laos, Vientiane                 |                                                   |
| 17 novembre 2015 19h00 (UTC+7) |      | (0 - 4)    | 3e (pen.) 33e Ki Sung-yueng · 35e 67e Son Heung-min · 43e Suk Hyun-jun | Spectateurs : 3 000 Arbitrage : Turki Al-Khudhayr | Spectateurs : 3 000 Arbitrage : Turki Al-Khudhayr |
| 17 novembre 2015 19h00 (UTC+7) |      | [ Rapport] | 81e Young-gwon                                                         | Spectateurs : 3 000 Arbitrage : Turki Al-Khudhayr | Spectateurs : 3 000 Arbitrage : Turki Al-Khudhayr |

| Annulé Initialement prévu le 17 novembre 2015 | Birmanie | 3 - 0 (tapis vert) | Koweït |  |  |
|                                               |          |                    |        |  |  |
|                                               | Rapport  |                    |        |  |  |

| 9e journée                 | Corée du Sud          | 1 - 0   | Liban | Ansan Wa~ Stadium, Ansan                 |                                          |
| 24 mars 2016 20h00 (UTC+9) | Lee Jeong-hyeop 90+3e | (0 - 0) |       | Spectateurs : 30 532 Arbitrage : Ma Ning | Spectateurs : 30 532 Arbitrage : Ma Ning |
| 24 mars 2016 20h00 (UTC+9) | Rapport               |         |       | Spectateurs : 30 532 Arbitrage : Ma Ning | Spectateurs : 30 532 Arbitrage : Ma Ning |

| Annulé Initialement prévu le 24 mars 2016 | Koweït  | 0 - 3 (tapis vert) | Laos |  |  |
|                                           |         |                    |      |  |  |
|                                           | Rapport |                    |      |  |  |

| 10e journée                | Liban                                     | 1 - 1   | Birmanie                                              | Cité sportive Camille-Chamoun, Beyrouth     |                                             |
| 29 mars 2016 15h00 (16h00) | El-Helwe 88e                              | (0 - 0) | 73e Aung Thu                                          | Spectateurs : 3 000 Arbitrage : Jumpei Iida | Spectateurs : 3 000 Arbitrage : Jumpei Iida |
| 29 mars 2016 15h00 (16h00) | Tahhan 19e · Oumari 90+2e · Mohamad 90+8e | Rapport | 38e, 86e Thiha Zaw · 55e Zaw Min Tun · 90+4e Ye Ko Oo | Spectateurs : 3 000 Arbitrage : Jumpei Iida | Spectateurs : 3 000 Arbitrage : Jumpei Iida |

| Annulé Initialement prévu le 29 mars 2016 | Corée du Sud | 3 - 0 (tapis vert) | Koweït |  |  |
|                                           |              |                    |        |  |  |
|                                           | Rapport      |                    |        |  |  |

### Groupe H
| Rang | Équipe        | Pts | J | G | N | P | Bp | Bc | Diff |  | Résultats (▼ dom., ► ext.) |     |     |     |     |     |
| ---- | ------------- | --- | - | - | - | - | -- | -- | ---- |  | -------------------------- | --- | --- | --- | --- | --- |
| 1    | Ouzbékistan   | 21  | 8 | 7 | 0 | 1 | 20 | 7  | +13  |  | Ouzbékistan                |     | 3-1 | 1-0 | 1-0 | 1-0 |
| 2    | Corée du Nord | 16  | 8 | 5 | 1 | 2 | 14 | 8  | +6   |  | Corée du Nord              | 4-2 |     | 0-0 | 2-0 | 1-0 |
| 3    | Philippines   | 10  | 8 | 3 | 1 | 4 | 8  | 12 | -4   |  | Philippines                | 1-5 | 3-2 |     | 2-1 | 0-1 |
| 4    | Bahreïn       | 9   | 8 | 3 | 0 | 5 | 10 | 10 | 0    |  | Bahreïn                    | 0-4 | 0-1 | 2-0 |     | 3-0 |
| 5    | Yémen         | 3   | 8 | 1 | 0 | 7 | 2  | 17 | -15  |  | Yémen                      | 1-3 | 0-3 | 0-2 | 0-4 |     |

| 1re journée                | Philippines                | 2 - 1   | Bahreïn              | Philippine Sports Stadium, Bocaue           |                                             |
| 11 juin 2015 20h00 (UTC+8) | Bahadoran 50e · Patiño 60e | (0 - 0) | 90+3e Al-Malood      | Spectateurs : 6 000 Arbitrage : Jumpei Iida | Spectateurs : 6 000 Arbitrage : Jumpei Iida |
| 11 juin 2015 20h00 (UTC+8) | Palla 27e                  | Rapport | 12e Aaish · 56e Omar | Spectateurs : 6 000 Arbitrage : Jumpei Iida | Spectateurs : 6 000 Arbitrage : Jumpei Iida |

| Score annulé  | Yémen        | 0 - 3 (tapis vert) | Corée du Nord   | Qatar SC Stadium, Doha ( Qatar)                        |                                                        |
| 19h00 (20h00) |              |                    | 71e So Hyon-uk  | Spectateurs : 3 200 Arbitrage : Hettikamkanamge Perera | Spectateurs : 3 200 Arbitrage : Hettikamkanamge Perera |
| 19h00 (20h00) | Abdurabu 41e | Rapport            | 52e Ri Yong-jik | Spectateurs : 3 200 Arbitrage : Hettikamkanamge Perera | Spectateurs : 3 200 Arbitrage : Hettikamkanamge Perera |

| 2e journée                 | Corée du Nord                                                             | 4 - 2   | Ouzbékistan                 | Stade Kim Il-sung, Pyongyang                                  |                                                               |
| 16 juin 2015 17h00 (UTC+9) | Pak Kwang-ryong 4e · Jang Kuk-chol 16e · Ro Hak-su 34e · Ri Hyok-chol 36e | (4 - 0) | 53e Ismailov · 79e Rashidov | Spectateurs : 42 000 Arbitrage : Mohd Amirul Izwan Bin Yaacob | Spectateurs : 42 000 Arbitrage : Mohd Amirul Izwan Bin Yaacob |
| 16 juin 2015 17h00 (UTC+9) | Ri Myong-guk 77e · Pak Kwang-ryong 83e                                    | Rapport | 44e, 82e Haydarov           | Spectateurs : 42 000 Arbitrage : Mohd Amirul Izwan Bin Yaacob | Spectateurs : 42 000 Arbitrage : Mohd Amirul Izwan Bin Yaacob |

|               | Yémen            | 0 - 2   | Philippines                | Qatar SC Stadium, Doha ( Qatar)                   |                                                   |
| 19h00 (20h00) |                  | (0 - 0) | 52e Bahadoran · 74e Ramsay | Spectateurs : 5 200 Arbitrage : Dmitry Mashentsev | Spectateurs : 5 200 Arbitrage : Dmitry Mashentsev |
| 19h00 (20h00) | Al-Zubairi 90+3e | Rapport |                            | Spectateurs : 5 200 Arbitrage : Dmitry Mashentsev | Spectateurs : 5 200 Arbitrage : Dmitry Mashentsev |

| 3e journée                     | Ouzbékistan                   | 1 - 0   | Yémen        | Stade Pakhtakor Markaziy, Tachkent          |                                             |
| 3 septembre 2015 19h00 (22h00) | Geynrikh 51e                  | (0 - 0) |              | Spectateurs : 15 000 Arbitrage : Lee Min-hu | Spectateurs : 15 000 Arbitrage : Lee Min-hu |
| 3 septembre 2015 19h00 (22h00) | Sokhibov 45+2e · Rashidov 90e | Rapport | 49e Abdurabu | Spectateurs : 15 000 Arbitrage : Lee Min-hu | Spectateurs : 15 000 Arbitrage : Lee Min-hu |

|               | Bahreïn      | 0 - 1   | Corée du Nord    | Stade national de Bahreïn, Riffa             |                                              |
| 18h40 (19h40) |              | (0 - 1) | 44e Jong Il-gwan | Spectateurs : 9 500 Arbitrage : Mohsen Torky | Spectateurs : 9 500 Arbitrage : Mohsen Torky |
| 18h40 (19h40) | Al-Hooti 28e | Rapport |                  | Spectateurs : 9 500 Arbitrage : Mohsen Torky | Spectateurs : 9 500 Arbitrage : Mohsen Torky |

| 4e journée                     | Philippines        | 1 - 5   | Ouzbékistan                                      | Philippine Sports Stadium, Bocaue           |                                             |
| 8 septembre 2015 20h00 (UTC+8) | Schröck 68e        | (0 - 3) | 1re Ahmedov · 14e 80e Rashidov · 43e 65e Sergeev | Spectateurs : 7 500 Arbitrage : Peter Green | Spectateurs : 7 500 Arbitrage : Peter Green |
| 8 septembre 2015 20h00 (UTC+8) | Younghusband 45+1e | Rapport | 71e Haydarov                                     | Spectateurs : 7 500 Arbitrage : Peter Green | Spectateurs : 7 500 Arbitrage : Peter Green |

|               | Yémen     | 0 - 4   | Bahreïn                                                       | Grand Hamad Stadium, Doha ( Qatar)             |                                                |
| 19h00 (20h00) |           | (0 - 2) | 31e (pen.) Ali Baba · 45+1e Al-Husaini · 66e Omar · 77e Adnan | Spectateurs : 421 Arbitrage : Turki Al-Khdhayr | Spectateurs : 421 Arbitrage : Turki Al-Khdhayr |
| 19h00 (20h00) | Anbar 76e | Rapport | 40e Helal                                                     | Spectateurs : 421 Arbitrage : Turki Al-Khdhayr | Spectateurs : 421 Arbitrage : Turki Al-Khdhayr |

| 5e journée                   | Corée du Nord                          | 0 - 0   | Philippines                                                            | Stade Kim Il-sung, Pyongyang             |                                          |
| 8 octobre 2015 16h00 (22h30) |                                        | (0 - 0) |                                                                        | Spectateurs : 41 000 Arbitrage : Ma Ning | Spectateurs : 41 000 Arbitrage : Ma Ning |
| 8 octobre 2015 16h00 (22h30) | Ri Yong-chol 23e · Pak Kwang-ryong 74e | Rapport | 13e Aguinaldo · 66e Sato · 83e Ott · 90+3e Etheridge · 90+5e Bahadoran | Spectateurs : 41 000 Arbitrage : Ma Ning | Spectateurs : 41 000 Arbitrage : Ma Ning |

|               | Bahreïn               | 0 - 4   | Ouzbékistan                                                 | Stade national de Bahreïn, Riffa            |                                             |
| 18h00 (19h00) |                       | (0 - 0) | 52e Sergeev · 56e Ahmedov · 66e Rashidov · 90+5e Shomurodov | Spectateurs : 5 000 Arbitrage : Minoru Tojo | Spectateurs : 5 000 Arbitrage : Minoru Tojo |
| 18h00 (19h00) | Jaafar 61e · Omar 72e | Rapport | 88e Krimets                                                 | Spectateurs : 5 000 Arbitrage : Minoru Tojo | Spectateurs : 5 000 Arbitrage : Minoru Tojo |

| 6e journée                    | Corée du Nord                      | 1 - 0   | Yémen                                    | Stade Kim Il-sung, Pyongyang                  |                                               |
| 13 octobre 2015 16h00 (22h30) | Jong Il-gwan 12e (pen.)            | (1 - 0) |                                          | Spectateurs : 41 000 Arbitrage : Liu Kwok-Man | Spectateurs : 41 000 Arbitrage : Liu Kwok-Man |
| 13 octobre 2015 16h00 (22h30) | Ri Kum-chol 41e · Jon Kwang-ik 81e | Rapport | 48e Al-Jarshi · 60e Al-Omaisi · 63e Fuad | Spectateurs : 41 000 Arbitrage : Liu Kwok-Man | Spectateurs : 41 000 Arbitrage : Liu Kwok-Man |

|               | Bahreïn                    | 2 - 0   | Philippines        | Stade national de Bahreïn, Riffa                           |                                                            |
| 18h00 (19h00) | 53e Abdullatif · 61e Adnan | (0 - 0) |                    | Spectateurs : 3 050 Arbitrage : Mohanad Qasim Eesee Sarray | Spectateurs : 3 050 Arbitrage : Mohanad Qasim Eesee Sarray |
| 18h00 (19h00) | Adel 25e                   | Rapport | 90+2e Younghusband | Spectateurs : 3 050 Arbitrage : Mohanad Qasim Eesee Sarray | Spectateurs : 3 050 Arbitrage : Mohanad Qasim Eesee Sarray |

| 7e journée                     | Philippines                  | 0 - 1   | Yémen                    | Stade Rizal Memorial, Manille               |                                             |
| 12 novembre 2015 20h00 (UTC+8) |                              | (0 - 0) | 83e Al-Sarori            | Spectateurs : 6 478 Arbitrage : KIM Hee-gon | Spectateurs : 6 478 Arbitrage : KIM Hee-gon |
| 12 novembre 2015 20h00 (UTC+8) | Lucena 43e · Bahadoran 90+3e | Rapport | 15e Mahdi · 42e Abdurabu | Spectateurs : 6 478 Arbitrage : KIM Hee-gon | Spectateurs : 6 478 Arbitrage : KIM Hee-gon |

|               | Ouzbékistan                              | 3 - 1   | Corée du Nord                                             | Stade Pakhtakor Markaziy, Tachkent               |                                                  |
| 18h00 (21h00) | Sergeev 23e · Geynrikh 65e · Ahmedov 87e | (1 - 1) | 2e Ri Hyok-chol                                           | Spectateurs : 27 135 Arbitrage : Alireza Faghani | Spectateurs : 27 135 Arbitrage : Alireza Faghani |
| 18h00 (21h00) | Tukhtakhujaev 21e · Rashidov 89e         | Rapport | 45+1e Jong Il-gwan · 57e Jon Kwang-ik · 77e Jang Kuk-chol | Spectateurs : 27 135 Arbitrage : Alireza Faghani | Spectateurs : 27 135 Arbitrage : Alireza Faghani |

| 8e journée                     | Corée du Nord                                     | 2 - 0   | Bahreïn                | Stade Kim Il-sung, Pyongyang                             |                                                          |
| 17 novembre 2015 15h30 (22h00) | Pak Kwang-ryong 45+1e (pen.) · Jong Il-gwan 90+3e | (1 - 0) |                        | Spectateurs : 45 000 Arbitrage : Muhammad Taqi Aljaafari | Spectateurs : 45 000 Arbitrage : Muhammad Taqi Aljaafari |
| 17 novembre 2015 15h30 (22h00) |                                                   | Rapport | 45e Al-Hazaa · 65e Ali | Spectateurs : 45 000 Arbitrage : Muhammad Taqi Aljaafari | Spectateurs : 45 000 Arbitrage : Muhammad Taqi Aljaafari |

|               | Yémen           | 1 - 3   | Ouzbékistan                              | Grand Hamad Stadium, Doha ( Qatar)               |                                                  |
| 18h30 (19h30) | Al-Sarori 90+2e | (0 - 2) | 7e Haydarov · 31e Djeparov · 50e Andreev | Spectateurs : 350 Arbitrage : Abdullah Al Hilali | Spectateurs : 350 Arbitrage : Abdullah Al Hilali |
| 18h30 (19h30) |                 | Rapport | 83e Haydarov                             | Spectateurs : 350 Arbitrage : Abdullah Al Hilali | Spectateurs : 350 Arbitrage : Abdullah Al Hilali |

| 9e journée                 | Ouzbékistan  | 1 - 0   | Philippines               | Stade de Bunyodkor, Tachkent                |                                             |
| 24 mars 2016 18h00 (21h00) | Ismailov 59e | (0 - 0) |                           | Spectateurs : 34 000 Arbitrage : Ryuji Sato | Spectateurs : 34 000 Arbitrage : Ryuji Sato |
| 24 mars 2016 18h00 (21h00) |              | Rapport | 8e Steuble · 10e Porteria | Spectateurs : 34 000 Arbitrage : Ryuji Sato | Spectateurs : 34 000 Arbitrage : Ryuji Sato |

|               | Bahreïn                                                 | 3 - 0   | Yémen        | Stade national de Bahreïn, Riffa             |                                              |
| 18h30 (19h30) | Abdulatif 32e (pen.) · Al-Malood 63e · Al Romaihi 90+2e | (1 - 0) |              | Spectateurs : 1 000 Arbitrage : Ahmed Al-Kaf | Spectateurs : 1 000 Arbitrage : Ahmed Al-Kaf |
| 18h30 (19h30) |                                                         | Rapport | 58e Abdurabu | Spectateurs : 1 000 Arbitrage : Ahmed Al-Kaf | Spectateurs : 1 000 Arbitrage : Ahmed Al-Kaf |

| 10e journée                | Philippines                          | 3 - 2   | Corée du Nord                         | Stade Rizal Memorial, Manille                    |                                                  |
| 29 mars 2016 20h00 (UTC+8) | Bahadoran 43e · Ott 84e · Ramsay 90e | (1 - 1) | 45+2e So Kyong-jin · 48e Ri Hyok-chol | Spectateurs : 7 350 Arbitrage : Fahad Al-Mirdasi | Spectateurs : 7 350 Arbitrage : Fahad Al-Mirdasi |
| 29 mars 2016 20h00 (UTC+8) | Woodland 12e · Guirado 47e           | Rapport |                                       | Spectateurs : 7 350 Arbitrage : Fahad Al-Mirdasi | Spectateurs : 7 350 Arbitrage : Fahad Al-Mirdasi |

|               | Ouzbékistan   | 1 - 0   | Bahreïn      | Stade de Bunyodkor, Tachkent                                     |                                                                  |
| 18h00 (21h00) | Rashidov 50e  | (0 - 0) |              | Spectateurs : 34 000 Arbitrage : Mohammed Abdulla Hassan Mohamed | Spectateurs : 34 000 Arbitrage : Mohammed Abdulla Hassan Mohamed |
| 18h00 (21h00) | Krimets 45+1e | Rapport | 31e Al-Hayam | Spectateurs : 34 000 Arbitrage : Mohammed Abdulla Hassan Mohamed | Spectateurs : 34 000 Arbitrage : Mohammed Abdulla Hassan Mohamed |